# Кропивницкий
Кропивни́цкий (укр. Кропивни́цький; до 1924 года — Елисаветгра́д, до 1934 года — Зино́вьевск, до 1939 года — Ки́рово, до 2016 года — Кировогра́д) — город в центре Украины, административный центр Кировоградской области, Кропивницкого района и Кропивницкой городской общины. Промышленный и культурный центр, узел автодорог, железнодорожная станция на линии Знаменка — Помошная.
Кропивницкий расположен на Приднепровской возвышенности, в долине и на берегах реки Ингул (приток реки Южный Буг), при впадении в неё меньших рек Сугоклеи и Бианки.
С 1775 года официально является городом.
В 1939 году город стал центром Кировоградской области. Сейчас[когда?] промышленный комплекс 250000-го Кропивницкого насчитывает около 70 предприятий, город имеет развитую социальную инфраструктуру, многочисленные учреждения образования и культуры.

## Этимология
Изначально город был назван Елисаветградом по имени крепости, которая была заложена под руководством генерала Ивана Федоровича Глебова в 1754 году, как пограничный и опорный пункт, защищающий Новую Сербию от крымчаков и поляков. Крепость была названа в честь святой Елисаветы — покровительницы императрицы Елизаветы Петровны. В 1784 году крепость была упразднена.
Прежние названия города:
- до 7 августа 1924 года — Елисаветград (от названия крепости Св. Елисаветы);
- 7 августа 1924 года — 27 декабря 1934 года — Зиновьевск[8] (в честь советского политического деятеля Г. Е. Зиновьева);
- 27 декабря 1934 года — 10 января 1939 года — Кирово (в честь советского политического деятеля С. М. Кирова)[9].

10 января 1939 года при образовании Кировоградской области название города изменили на Кировоград. Это было сделано для различия с уже существовавшей Кировской областью, и для того, чтобы не путать город с Кировом — бывшей Вяткой, и Кировом — городом Калужской области. При этом, поскольку Г. Зиновьев был объявлен врагом народа, далее в советских источниках название «Зиновьевск» не упоминалось. В них писали, что город назывался Елисаветградом до 1934 года.
В конце 1990-х годов в Кировограде началось движение за возвращение исконного исторического названия. В 2000 году прошёл референдум по вопросу возвращения исторического названия Елисаветград, но вопрос о переименовании не прошёл — 70 % кировоградцев посчитали, что делать это не нужно. В 2008 году было принято решение провести новый референдум по этому вопросу, который решили совместить с внеочередными выборами в Верховную Раду, однако президент Украины указ о перевыборах отменил, и городской референдум не состоялся.
В соответствии с законами о декоммунизации, город и область должны быть переименованы в течение 9 месяцев. Горожане в ходе общественных слушаний в конце августа отдали наибольшее предпочтение семи вариантам: Елисаветград, Ингульск, Златополь, Эксампей, Кропивницкий, Казацкий, Благомир. При этом подавляющее большинство выбрало историческое название Елисаветград. Данные варианты были направлены горсоветом Верховной Раде, которая должна была решить вопрос с переименованием города. Комитет Рады по вопросам государственного строительства и местного самоуправления рекомендовал переименовать Кировоград в Ингульск.
20 января 2016 года власти Кировограда объявили, что отказываются менять название города из-за недовольства местных жителей. Кировоградский горсовет попросил Верховную Раду отложить переименование до проведения местного референдума. Вторым пунктом выражено несогласие с вариантом названия Ингульск.
Впоследствии было предложено другое название — Кропивницкий, в честь актёра и драматурга Марка Кропивницкого, одного из основателей профессионального украинского театра. Весной среди жителей города проводился по этому поводу опрос, который показал, что 82 % горожан против переименования. В итоге 10 июня 2016 года депутаты горсовета не поддержали данное предложение. 14 июля 2016 года Верховная Рада Украины 230 голосами проголосовала за переименование Кировограда в Кропивницкий, постановление о переименовании города вступило в силу со дня принятия.

## География и климат
Кропивницкий расположен в центре Кировоградской области и Кропивницкого района.

### Геологическое строение, грунты и полезные ископаемые
Геологическое строение территории Кропивницкого обусловлено его расположением на Украинском кристаллическом щите, в основе которого лежит древний докембрийский фундамент, сложенный гранитами, гнейсами, чарнокитами и габро-лабрадоритами.
Грунты — чернозёмы обычные, глубокие мало- и среднегумусные на лёссовых породах. Обладают высоким естественным плодородием, хотя в пахотном слое разрыхлены и частично потеряли в прошлом комковатую структуру.
Полезные ископаемые на территории и в окрестностях Кропивницкого представлены, прежде всего, строительным сырьём. Известны Кировоградские месторождение огнеупорных глин и гранитное месторождение, расположенное на правом берегу реки Сугоклеи. Энергетические запасы недр города представлены залежами бурого угля (Балашовско-Кировоградское месторождение) и урана. Имеются залежи высококачественного песка, пригодного для производства стекла.

### Рельеф и гидрография

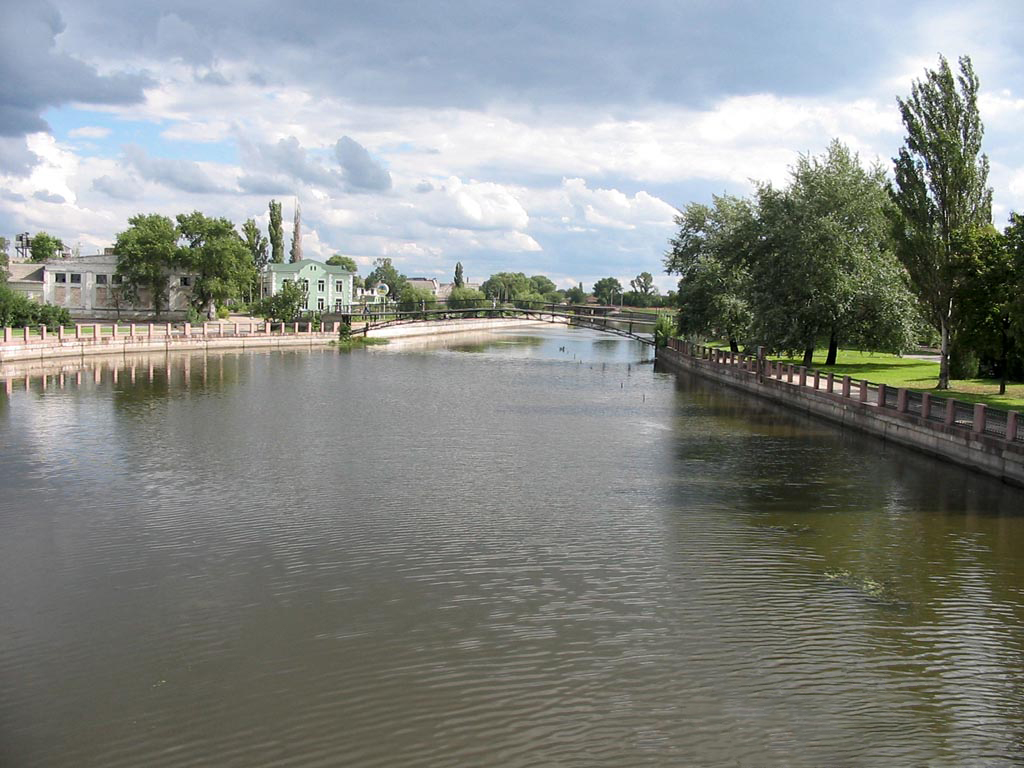
Река Ингул в Кропивницком

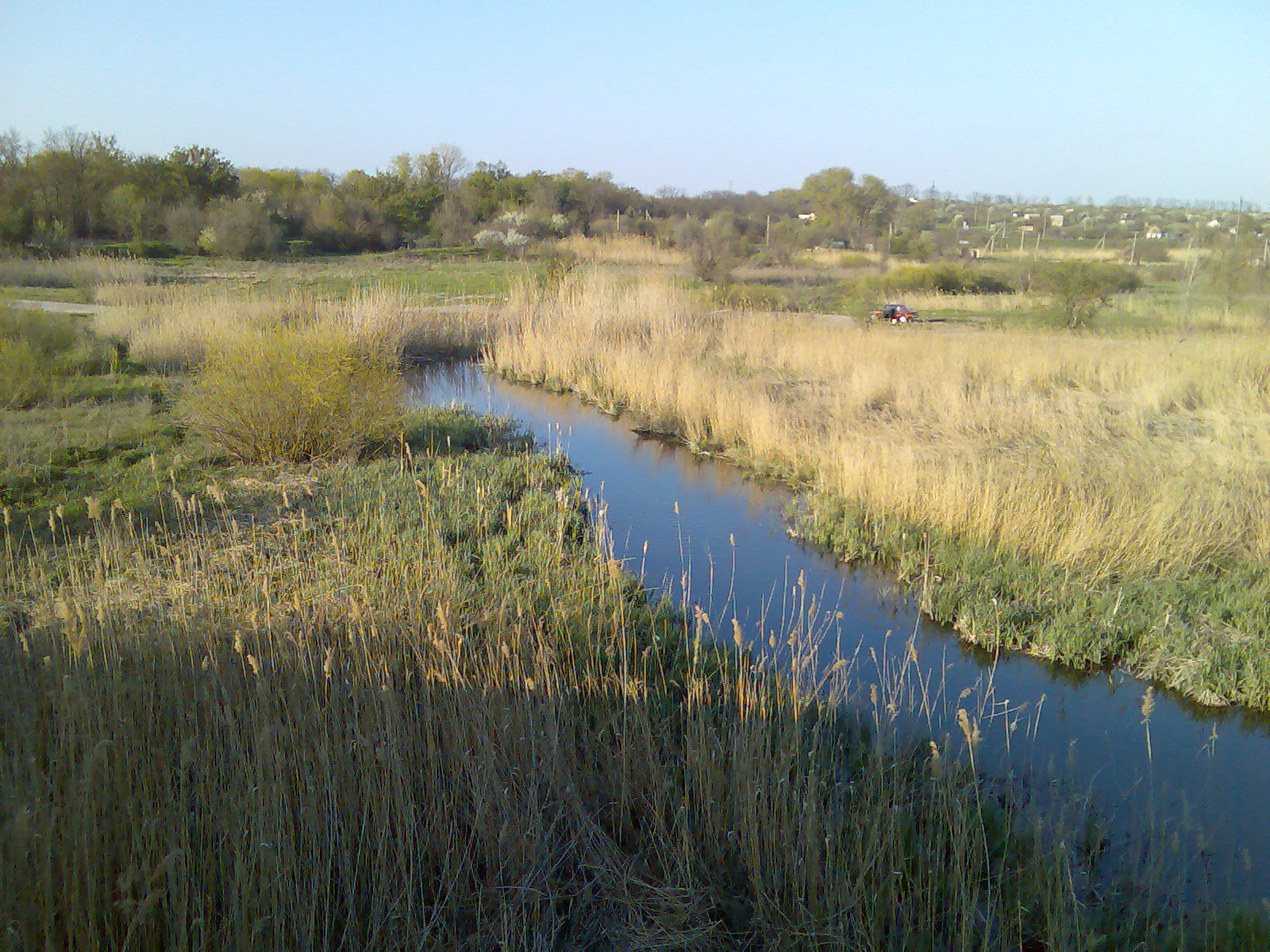
Река Сугоклея на окраине Кропивницкого

Рельеф в городе определён геологическим строением. Кропивницкий расположен в пределах Приднепровской возвышенности. Поверхность города волниста и равнинна, расчленена речной долиной, каньонами и балками (глубина эрозийного расчленения 80 м).
Город пересекает река Ингул и её приток Сугоклея, ряд ручьёв. Им присущи глубокие долины, в которых расширенные участки меняются узкими каньоноподобными, где берега крутые и скалистые. Русло Ингула в пределах города извилистое, пойма — двухсторонняя. Возведены Кировоградское (260 га) и Лелековское водохранилища. Сток Ингула в пределах Кропивницкого распределяется следующим образом:
- март—май — 70 %;
- июнь—август — 9 %;
- сентябрь—ноябрь — 6 %;
- декабрь—февраль — 15 %.

Средняя продолжительность ледостава — 2,5 месяца. Толщина льда достигает 20—40 см.

### Климат
Климат Кропивницкого обусловлен его расположением в степной зоне умеренного пояса. Средняя температура января составляет −5,6 ˚C, июня +20,2 ˚C. Среднегодовое количество осадков — 474 мм (в среднем за год в городе наблюдается 130 дней с осадками), меньше всего — в марте и октябре, больше всего — в июле.
Самая низкая среднемесячная температура воздуха в январе (−15,1 °C) зафиксирована в 1963 году, самая высокая (+1,6 °C) — в 2007 году. Самая низкая среднемесячная температура в июле (+17,6 °C) наблюдалась в 1912 году, самая высокая (+25,6 °C) — в 1936 году. Абсолютный минимум температуры воздуха (−39,3 °C) зафиксирован 9 января 1935 года, абсолютный максимум (+38,7 °C) — 27 июля 1909 года и 20 августа 1929 года.
За последние 100—120 лет температура воздуха в Кропивницком, равно как и в целом на Земле, имеет тенденцию к повышению. В течение этого периода среднегодовая температура воздуха повысилась по меньшей мере на 1,0 °C. Самым тёплым за всю историю наблюдений оказался 2007 год. Большим в целом является повышение температуры в первую половину года.
Преобладающие направления ветров зимой — северо-западные, летом — южные. Наибольшая скорость ветра — в феврале, наименьшая — летом. В январе она в среднем составляет 4,5 м/с, в июле — 3,4 м/с.

## История
Раскопки захоронений проводятся и в пределах Кропивницкого — так, в 2000-х годах была обнаружена практически не повреждённая телега в ходе раскопок на кропивницкой улице Космонавта Попова.
В XVI — 1-й половине XVIII веков земли современного Кропивницкого и прилегающих территорий были заселены казаками Запорожской Сечи, здесь ими были основаны слободы: Кущёвка, Завадовка и Большая Балка (вошли в состав города в XIX веке)

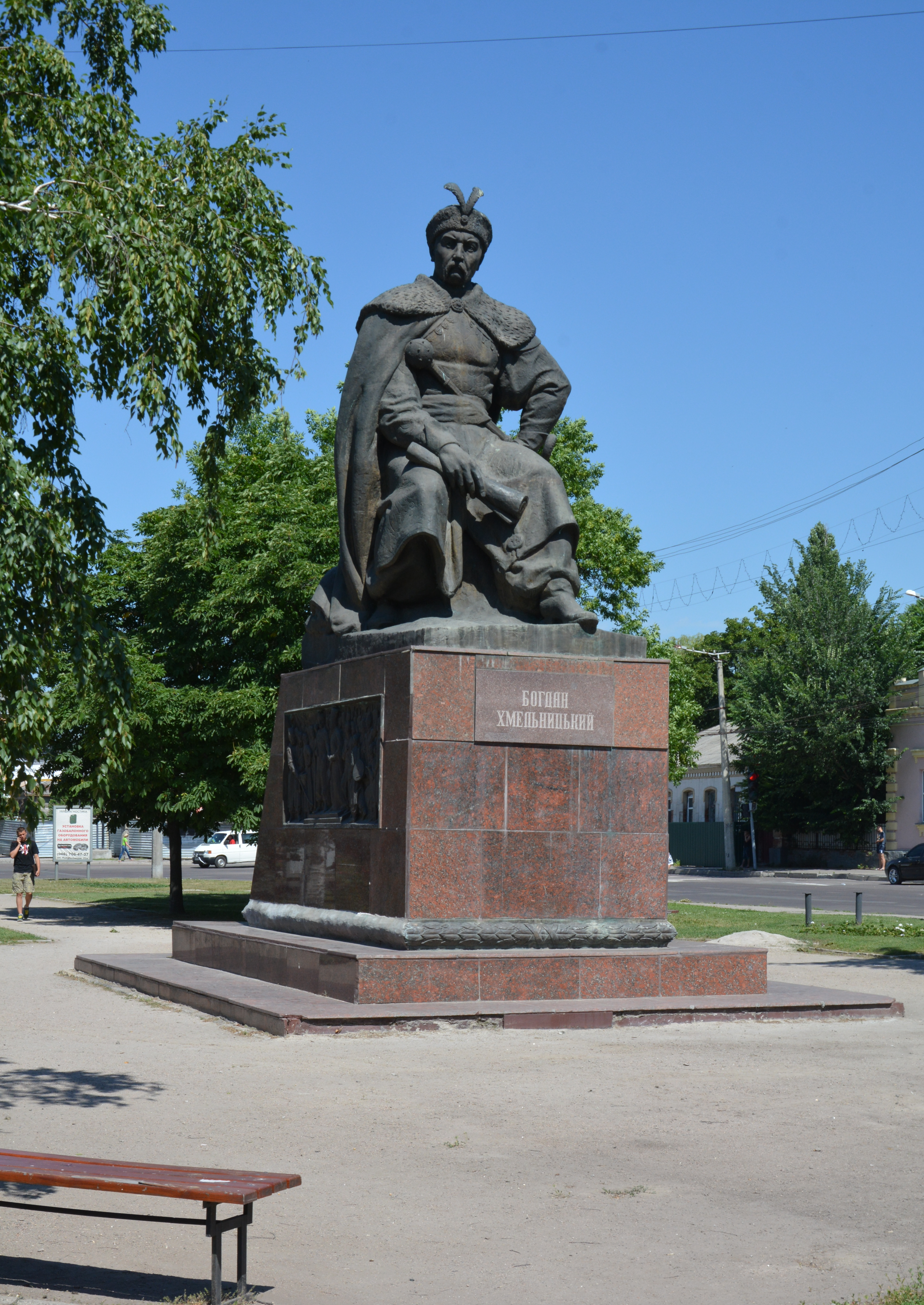
Памятник Богдану Хмельницкому (установлен в 1995)

Согласно картам XVIII века, в одно время с Крепостью Святой Елисаветы, существовало укрепление Ингулгород на реке Ингулец. Это укрепление было южнее теперешней территории города. Также была Ингульская паланка войска Запорожского, которая располагалась между реками Ингульцом и Тясьмином на территории современных Херсонской и Днепропетровской областей.
В 1854 году в городе проживало 2323 еврея и 4750 — христиан, а на рубеже XIX—XX веков еврейское население города достигло почти 50 %.
История современного города Кропивницкого напрямую связана с образованием Елисаветинской крепости.

### Елисаветград

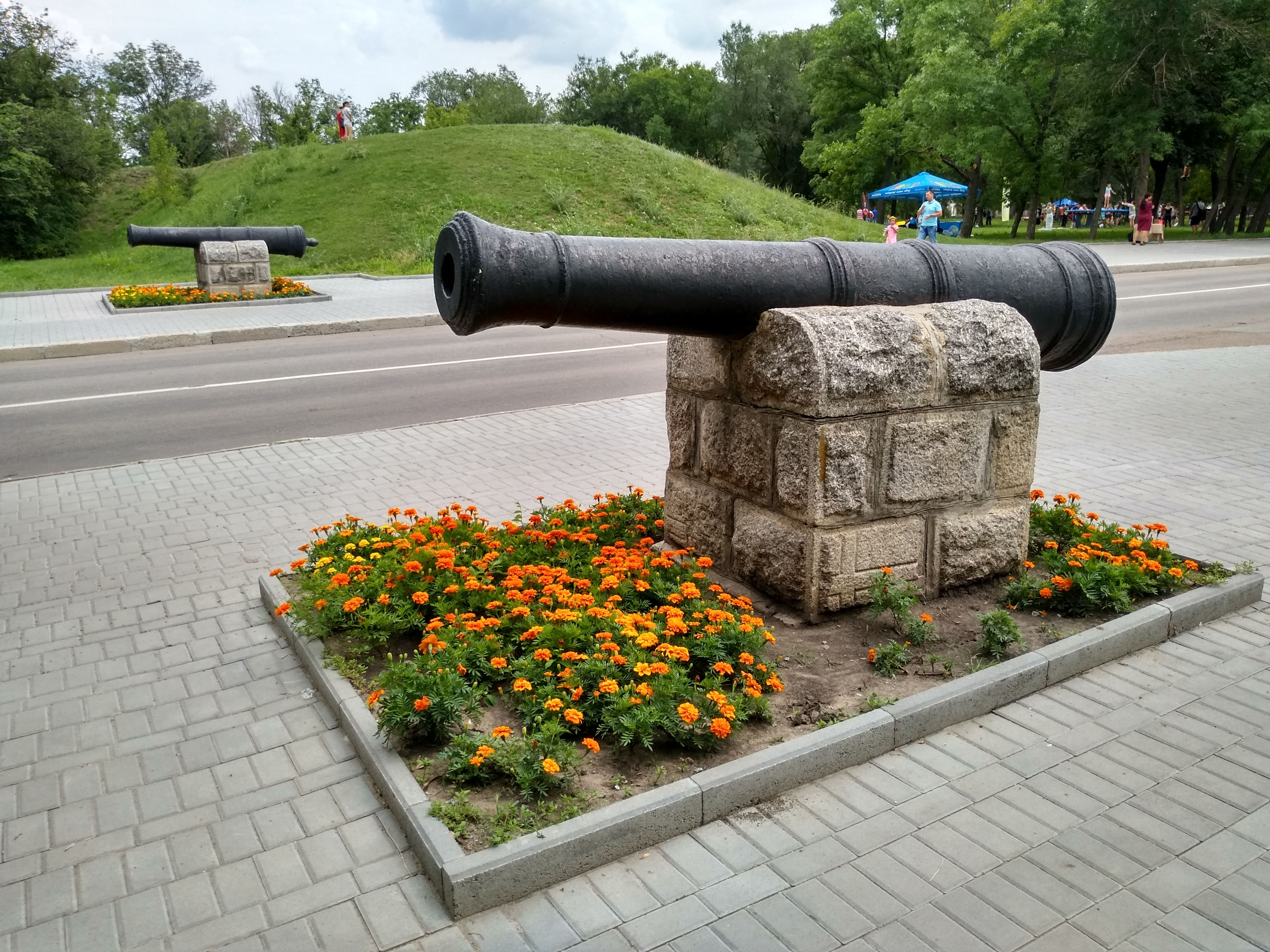
Пушки и валы крепости Святой Елисаветы

Елисаветград возник из крепости Св. Елисаветы, заложенной для охраны от татарских набегов недавно основанных поселений сербских колонистов. Указ императрицы Елизаветы Петровны несменному начальнику Новой Сербии полковнику Ивану Хорвату последовал 11 января 1752 года, сама же крепость была заложена 18 июня 1754 года под руководством генерал-майора Ивана Глебова.
Для строительства крепости прибыл Гадячско-Миргородский полк украинских казаков (1390 мужчин), завершивший основные работы за четыре месяца: с июня по октябрь 1754 г. Во время работ погибли 72 запорожца, 233 заболело, 855 сбежало на Сечь. В том же году при крепости была основана Петро-Павловская ярмарка. В крепость были переведены 3000 запорожских казаков.
Перед тем в этих местах жили великорусские раскольники, которые по указу Елизаветы были вынуждены уступить свои земли сербам и после бежали в Турцию и Польшу. Однако, благодаря последовавшему вскоре новому указу, они вернулись и из них был сформирован поселённый Ново-Казачий полк, который, вместе с так же выведенным на поселение Слободским Малороссийским полком, и составлял гарнизон крепости, охранявший колонистов Новой Сербии от татар. Великорусские мещане, селившиеся среди раскольников, составили мещанскую, или приградскую, слободу Ново-Казачьего полка. Первым комендантом крепости был назначен бригадир Алексей Иванович Глебов. В 1764 году в крепости было учреждено таможенное управление, а местным мещанам было разрешено записываться в цехи; в следующем году крепость стала центром Елисаветинской провинции вновь образованной Новороссийской губернии, в ней учреждён провинциальный притон. С началом русско-турецкой войны 1768—1774, к крепости неожиданно подошёл крымский хан Керим-Гирей (7 января 1765 г.) но атаковать не решился. В 1775 году, в связи с губернской реформой, указом от 14 февраля 1775 г. крепость и окружающие её слободы получили статус города Елисаветграда — центра вновь образованного Елисаветградского уезда Новороссийской губернии. В это время в городе насчитывалось уже более тысячи зданий и несколько тысяч жителей (по данным на 1782 г. — 4720 жителей). Так как с окончанием войны татарская угроза исчезла, крепость была переведена в резерв, именно из неё в конце мая 1775 вышла стотысячная армия во главе с генералом Петром Текели что 15 июня уничтожила Сечь, а после ликвидации здесь хранился арсенал бывшего Войска Запорожского и его архив, хранившийся здесь вплоть до Гражданской войны. В 1784 (после лиевидации Крымского ханства) крепость была де-факто, а в 1805 де-юре упразднена.

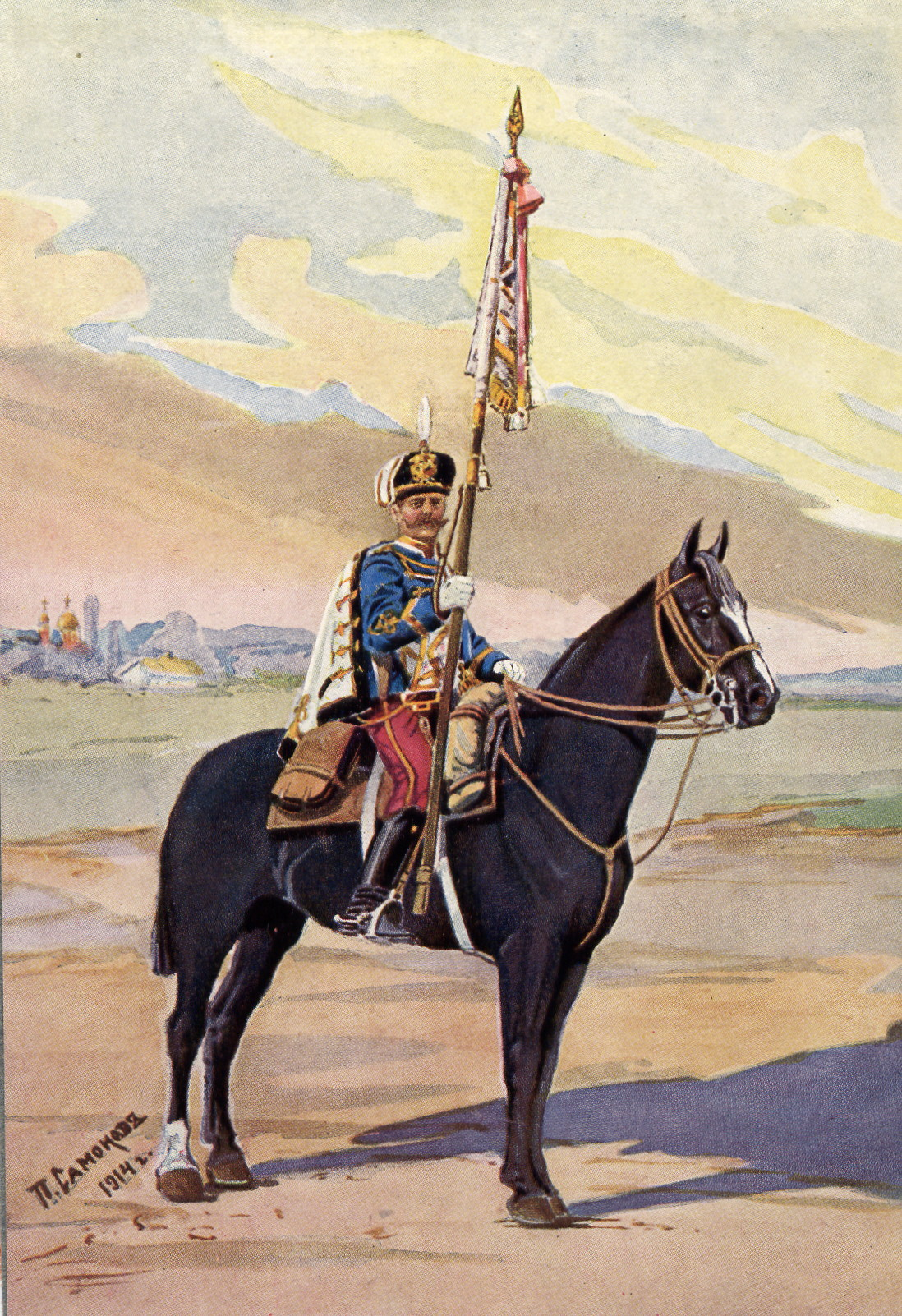
Гусар 3-го Елисаветградского полка

Крепость, ставшая центром нового города, была расположена на высоком правом (западном) берегу Ингула. Крепость имела 6 земляных бастионов, а в центре её была Соборная площадь с соборной Троицкой церковью и Генералитетным домом — прямоугольным в плане зданием, обнесённым галереей, имевшим посредине ступенчатую трёхъярусную башню с куполом. Церковь и Генералитетный дом господствовали над городом, состоявшим из одноэтажных мазанок. В дальнейшем город планомерно застраивался по регулярной планировке, чем создавался образ «нового» города, противопоставленный хаотически развитым более давним поселениям. Изначально вокруг крепости было три слободы: к северу, за небольшим оврагом на берегу Ингула, солдатская слобода, под именем Греческого или Быкова (по имени капитана Быкова, жившего там); к востоку предместье Пермское, на месте Пермских лагерей (то есть лагеря Пермского драгунского (карабинерного) полка, вызванного в 1754 году для прикрытия рабочих людей и искоренения гайдамаков). Вскоре застройка распространилась на низменный левый берег Ингула, где возник район под названием Подол. Эти три слободы были обнесены ретраншементом и образовали форштадт. За пределами форштадта были слободы: Ковалёвка, Балка, Слободского казачьего полка и Ново-Казачьего полка. Главная улица города носила название Большой Перспективной; примерно посередине её была устроена площадь с рынком, гостиным двором, мясными лавками и общественными зданиями. На ней же находился Успенский собор.
Потеряв после присоединения Крыма к Российской империи военное значение, город одновременно приобрёл экономическое. Ведь город оказался на пересечении важных путей из Черноморского побережья вглубь России, а до основания Одессы, Херсона, Николаева вообще был единственным значительным поселением на юге Украины, впоследствии оставаясь важным пунктом на пути от этих городов во внутренние районы. В 1796 г. здесь действовало 4 кирпичных, 4 кожевенных, один свечной, 2 салотопных, один содоваренный завод. Ежегодно проходило по 4 ярмарки.

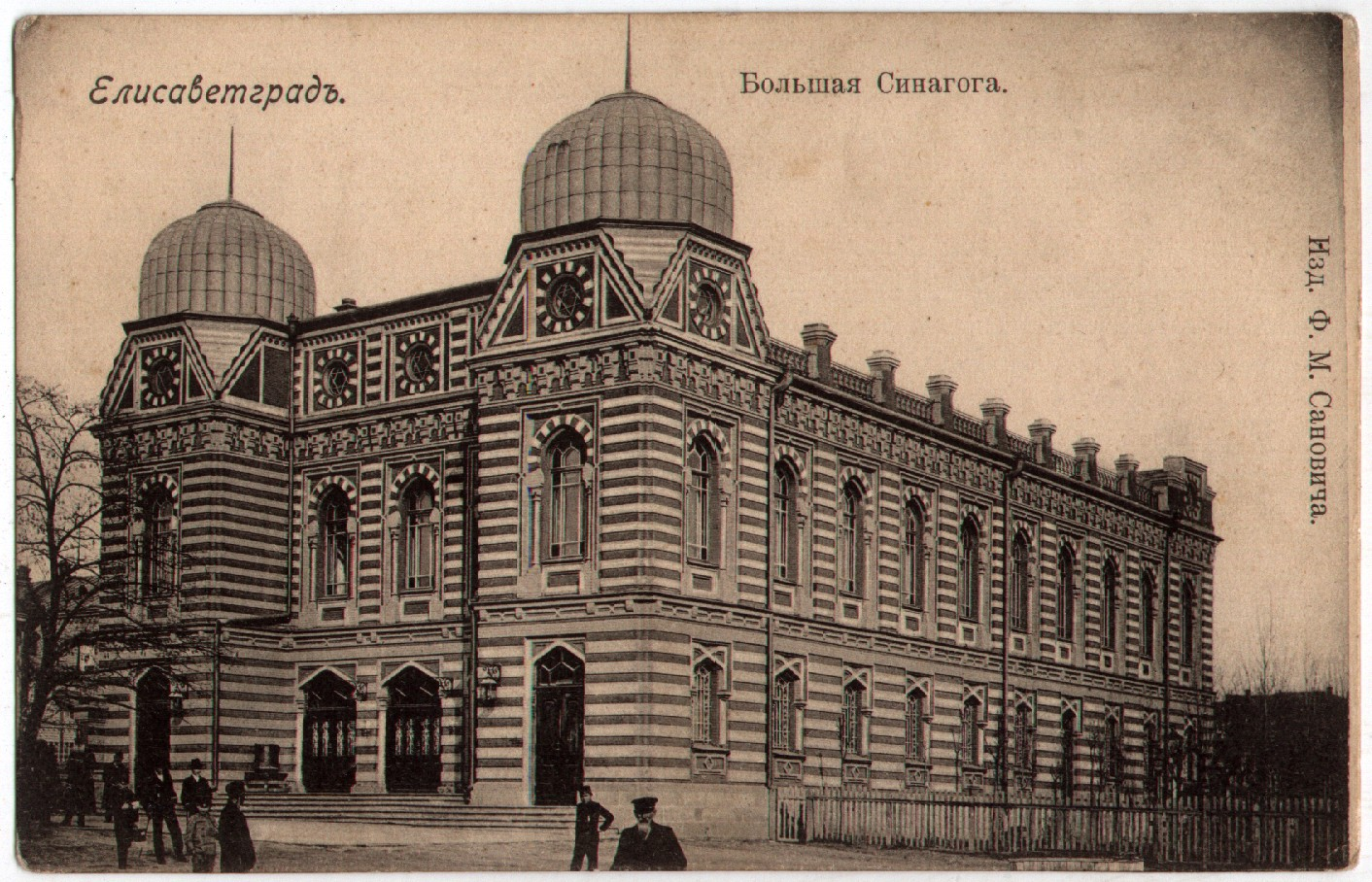
Большая синагога, 1912 год

В 1784—1795 годах Елисаветград — центр Елисаветградского уезда Екатеринославского наместничества, 1795—1797 — Вознесенского наместничества, 1797—1801 — Новороссийской губернии, в 1802 году — Николаевской губернии, в 1803—1828 — Херсонской губернии, а в период 1829—1864 годов; — центр военных поселений в Южной Украине (в городе возник военный городок), наконец с 1865 года — вновь уездный центр Херсонской губернии. Главным архитектором города в средине XIX века был родной брат Достоевского, Андрей. Также здесь родились писатели Дон-Аминадо, Юрий Дараган, Арсений Тарковский и певец Давид Медов.
Последняя треть XIX — начало XX века стали золотым веком Елисаветграда. Бо́льшая часть этого времени пришлась на городского голову Александра Пашутина (1878—1905). В этот период развивалась промышленность и культура, в частности, здесь был открыт первый украинский профессиональный театр.
Экономический рост города шёл параллельно с культурным развитием. Так, в Елисаветграде быстро развивались рыночные капиталистические отношения, прежде всего, в аграрном секторе. Значительную роль для экономики города имело введение в эксплуатацию железной дороги Харьков-Елисаветград-Одесса (1868—1869), за считанные годы город из аграрного превратился в аграрно-промышленный. Строились мастерские и заводы по ремонту и производству сельскохозяйственной и сопутствующей техники, в частности, эпохальным стал запуск в 1874 году предприятия англичан Братьев Эльворти, которому суждено превратиться во флагман местной промышленности Красная Звезда.

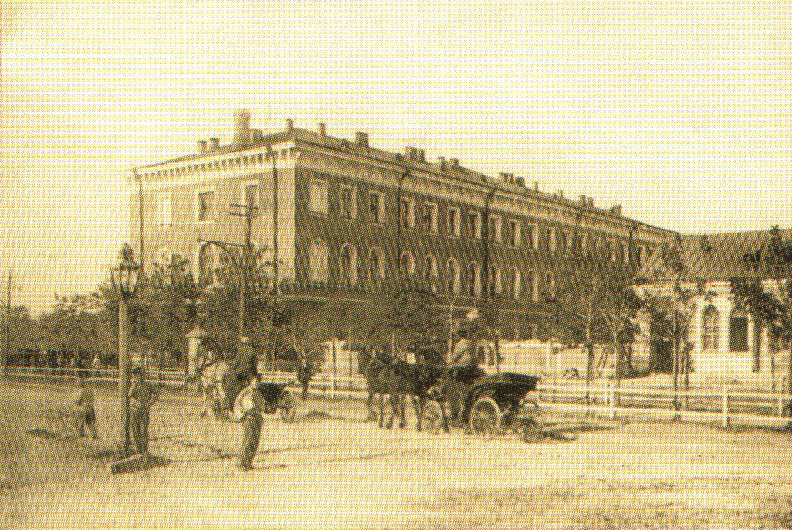
Театральная площадь в Елисаветграде, начало XX века

В городе сразу же за столичными городами империи были запущены электрический трамвай, телефонная станция, телеграф, водопровод (в 1893 году), а на конец века здесь действовало более 20 гимназий, училищ, семинарий, мужские и женские школы, в частности, и первое (c 1870 года) заведение среднего образования в городе — Елисаветградское земское реальное училище. Елисаветград активно перестраивался, приобретя европейский вид, а 1882 году стал «колыбелью украинской драматургии» — в городе открылся первый украинский профессиональный театр, в котором работали выдающиеся украинские культурные деятели Марк Кропивницкий, Иван Карпенко-Карый, Мария Заньковецкая, Николай Садовский и так далее.
В 1897 году в городе насчитывалось около 61,5 тысячи человек (евреев — 38 %, русских — 35 %, украинцев — 24 %).
Первые десятилетия XX века прошли в Елисаветграде под знаком усиления социального напряжения на фоне военных кампаний и экономических осложнений. Особенно большое беспокойство охватило регион после Октябрьской Социалистической революции. В период Украинской революции и первой советско-украинской войны в течение 1917—1920 годов власть в городе неоднократно переходила от одной политической силы к другой (Центральная рада Украинской народной республики, Австро-Венгрия, большевики, Григорьев, Деникин (Юг России)
Городская Дума Елисаветграда признала Центральную Раду Украинской Народной Республики 19 декабря 1917 года. 28 января 1918 года сюда прибыли отряды анархистов (400 штыков) и большевиков (300 штыков) во главе с Марусей Никифоровой, совместно с местной Красной гвардией (500 штыков) захватившие власть, из-за чего в городе проходили уличные бои между красными и анархистами с одной стороны, и сторонниками УНР с другой. История народного восстания 1918 стала основой для повести Юрия Яновского «Байгород» (как в произведении был назван тогдашний Елисаветград). Местный ревком вынужден был эвакуироваться из за наступления германской армии.
В течение двух месяцев Елисаветград был административным центром Земли Украинской Народной Республики Низ. Сторонники УНР дали городу название Елисавет. После поражения Центральных Держав, в феврале 1919 красная армия пришла сюда во второй раз. В мае 1919 года здесь проходил путь повстанцев Григорьева. Осенью 1919 года Елисаветград контролировали белые. В январе 1920 из города общими усилиями большевистского 535-го полка и повстанческих отрядов армии УНР во главе с Гулым-Гуленко были выбиты деникинцы. Советская власть была установлена в третий раз. Во время Гражданской войны и в первые годы советской власти в здесь были в ходу собственные Елисаветградские деньги.
На территории крепости Святой Елисаветы по инициативе Трифона Гуляницкого, одного из первых коммунистов в городе, была создана тюрьма для политических оппонентов обвиненных по статье о «контрреволюции», в которой в 1922 несколько месяцев провел Юрий Горлис-Горский. 24 сентября 1922 в городе выступил Михаил Фрунзе, впоследствии руководивший разгромом повстанцев Юрия Тютюнника.

### Советское время
С 1923 года город — окружной центр Украинской ССР. В 1924 году город переименован в Зиновьевск, с 1932 года — в составе Одесской области, с декабря 1934 года — был переименован в Кирово, и вместе с новым переименованием в январе 1939 года в Кировоград стал областным центром.
Во времена Голодомора 1932—1933 годов и сталинских репрессий погибло 2238 жителей города (с. 268). Из известных жертв репрессий можно упомянуть директора завода «Красная звезда», мэра города в 1929—1931 годах Михаила Бирюкова и его жену обвиненных в «контрреволюционной деятельности», хотя семейная пара даже не выступала с критикой режима.

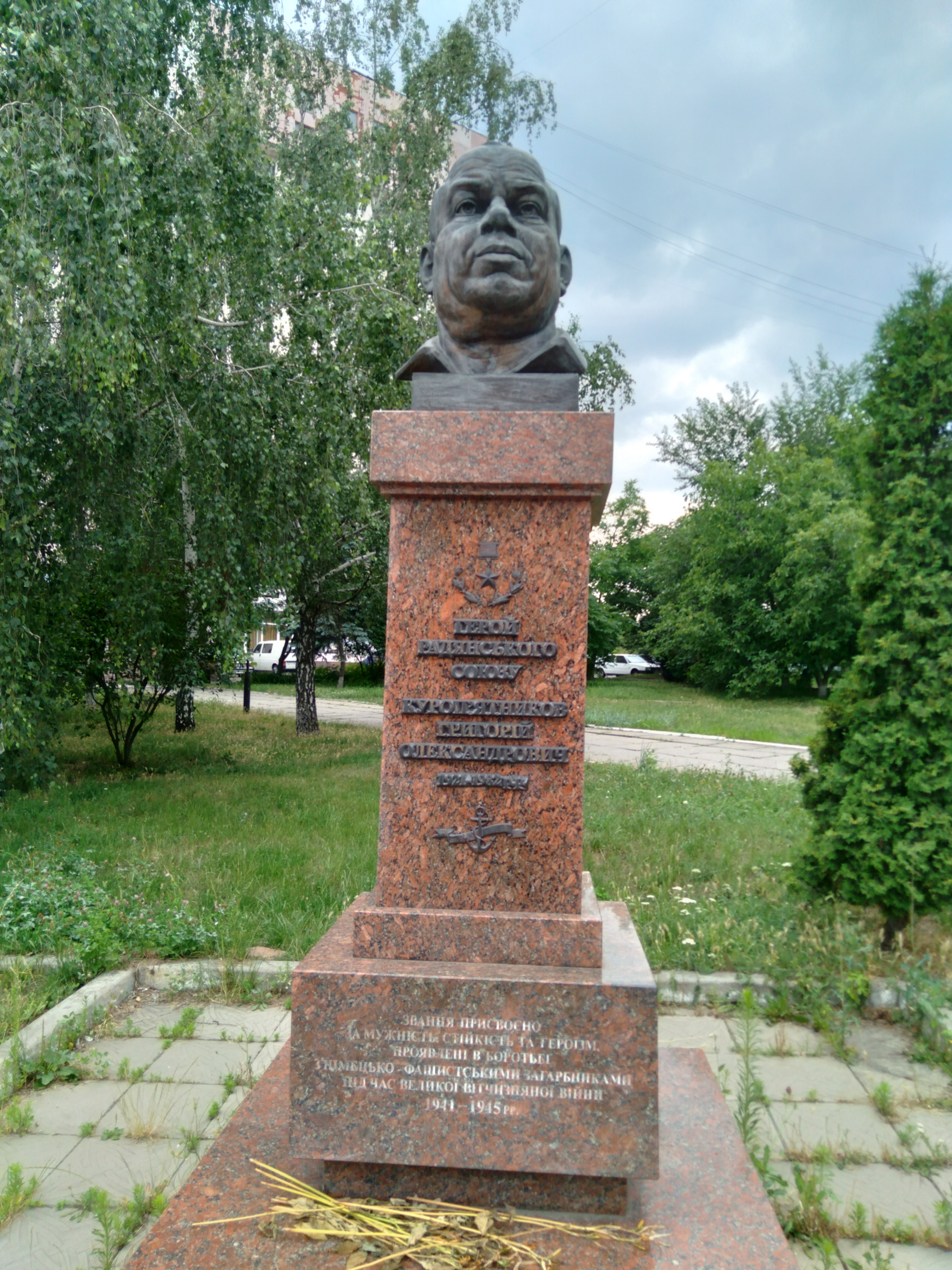
Памятник Герою Советского Союза, уроженцу города Григорию Куропятникову в 2023 году

В ходе Великой Отечественной войны 5 августа 1941 года город был оккупирован немецкими войсками и в дальнейшем включён в состав рейхскомиссариата Украина.
Во время оккупации в городе было расстреляно большинство евреев. В первый год оккупации немецкая власть пыталась использовать украинские национальные силы в своих интересах. Некоторые улицы в городе были переименованы. Вместо памятника С. М. Кирову была установлена пушка.
В середине сентября 1943 года из Запорожья в Кировоград был переведён штаб немецкой группы армий «Юг» (который оставался в городе до начала октября 1943 года, а затем был переведён в Винницу).
Город был освобождён от гитлеровских захватчиков 8 января 1944 года в результате Кировоградской наступательной операции советскими войсками 2-го Украинского фронта.

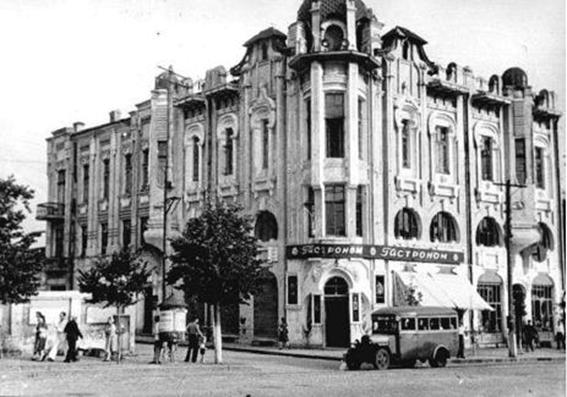
Городская улица в 1960-е годы

В послевоенное время Кировоград превратился в важный центр лёгкой и машиностроительной промышленности с определённой (исторически и географически сформированной) ориентацией на сельское хозяйство. В частности, на полную мощность заработали заводы сельскохозяйственных машин «Красная Звезда», гидравлических насосов «Гидросила», радиодеталей «Радий», по производству пишущих машинок «Друкмаш» и т. д.
В течение 1960—1980-х годов Кировоград продолжал наращивать экономическую базу, а население города вновь удвоилось. В это время была в целом оформлена современная городская инфраструктура, а в 1970-х годах со строительством набережной Ингула была решена давняя проблема затопления прибрежной городской зоны.

### Независимая Украина
В 1990-е годы Кировоград переживал социально-экономический кризис, хотя в сложных экономических условиях городу удалось сохранить коммунальную и транспортную инфраструктуры, медицинскую и образовательную отрасли.

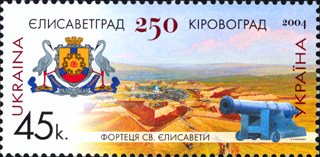
Почтовая марка Украины в честь 250-летия города

После 1991 года обострился вопрос переименования Кировограда — местная интеллигенция и представители широкой общественности не раз обращались с подобными предложениями и петициями к городским чиновникам. В 2000 году прошёл местный референдум по вопросу переименования, но переименование не было поддержано. В октябре 2008 года горсовет Кировограда решил провести одновременно с внеочередными выборами в Верховною Раду Украины повторно местный референдум о возвращении городу названия «Елисаветград» (1754—1924 гг.). К тому времени идею такого референдума и переименования поддерживали депутаты влиятельных фракций БЮТ, «Нашей Украины» и Партии регионов. Однако референдум не был проведён.
После принятия 9 апреля 2015 года закона «о запрете пропаганды коммунистического и национал-социалистического тоталитарных режимов» в течение 9 месяцев парламент или местные органы власти должны были принять решение о переименовании Кировограда. 25 октября одновременно с местными выборами проводился опрос горожан по вопросу нового названия; были предложены варианты Елисаветград, Благомир, Эксампей, Козачин, Златополь, Кропивницкий, Ингульск. Из 45,8 тысячи опрошенных (всего в городе проживает около 200 тысяч) 35 тысяч отдали предпочтение историческому названию Елисаветград. Второе место занял вариант Ингульск (4,3 тысячи). Результаты были направлены Горсоветом в Верховную Раду, которая должна решить вопрос с переименованием города. Решением комитета парламента по вопросам государственного строительства от 23 декабря Кировоград было решено переименовать в Ингульск. Власти Кировограда отказались переименовывать город из-за протестов жителей и просят провести референдум по этому вопросу. 31 марта 2016 года Комитет Верховной Рады Украины по вопросам государственного строительства, региональной политики и местного самоуправления рекомендовал Верховной Раде Украины переименовать Кировоград в Кропивницкий.
14 июля 2016 года Верховной Радой Украины было принято решение о переименовании Кировограда в Кропивницкий в честь украинского театрального деятеля Марка Лукича Кропивницкого.

### Российско-украинская война
После начала вторжения России в Украину в 2022 году Кропивницкий начал страдать от обстрелов Вооруженными силами России.

## Население
| 1897     | 1923     | 1926     | 1939     | 1959     | 1970     | 1979     | 1989     | 2001     | 2003     | 2005     | 2007     |
| -------- | -------- | -------- | -------- | -------- | -------- | -------- | -------- | -------- | -------- | -------- | -------- |
| 61 488   | ↘49 070  | ↗64 502  | ↗100 392 | ↗128 207 | ↗188 795 | ↗236 652 | ↗269 803 | ↘254 103 | ↘251 775 | ↘248 367 | ↘243 176 |
| 2010     | 2011     | 2013     | 2015     | 2016     | 2018     | 2019     | 2020     | 2021     | 2022     |          |          |
| ↘236 097 | ↘235 490 | ↘234 322 | ↘232 052 | ↘231 089 | ↘228 630 | ↘227 413 | ↘225 339 | ↘222 695 | ↘219 676 |          |          |

Численность населения города по данным на 1 марта 2015 года составляет 228 911 постоянных жителей и 232 052 человека наличного населения, в рамках горсовета — 237 018 постоянных жителей и 240 684 человека наличного населения.
| Численность населения |        |         |         |         |         |         |         |         |         |
| 1897                  | 1942   | 1970    | 1979    | 1989    | 2001    | 2010    | 2011    | 2012    | 2013    |
| 62 500                | 68 143 | 188 795 | 236 652 | 269 803 | 254 103 | 236 059 | 235 377 | 234 830 | 234 183 |

По данным переписи 2001 года, украинцы составляли 85,94 % населения города, русские — 11,88 %.

### Языковой состав

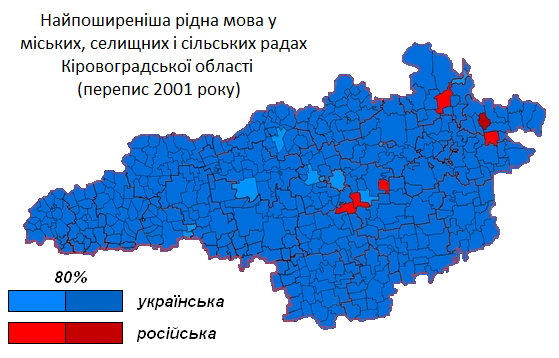
Языковая карта Кировоградской области по переписи 2001 года.

Родной язык населения по данным переписи 2001 года:
| Язык       | Численность, чел. | Доля     |
| ---------- | ----------------- | -------- |
| Украинский | 199 066           | 79,43 %  |
| Русский    | 49 907            | 19,91 %  |
| Другое     | 1 656             | 0,66 %   |
| Итого      | 250 629           | 100,00 % |

Украинский язык является основным и единственным официальным языком Кропивницкого.
Вторжение России на Украину спровоцировало новую волну украинизации в городе, всё больше людей предпочитают говорить на украинском языке. Согласно опросу, проведённому Международным республиканским институтом в апреле—мае 2023 года, на украинском дома разговаривали 77 % населения города, на русском — 20 %.
Согласно опросу, проведённому Международным республиканским институтом в апреле-мае 2024 года, на украинском дома разговаривали 86 % населения города, на русском — 42 % (в отличие от опроса 2023 года был разрешён выбор нескольких вариантов).
По данным Государственной службы статистики Украины в 2023/24 учебном году все 93 403 учащихся в учреждениях общего среднего образования в Кировоградской области обучались в украиноязычных классах.

## Улицы и районы Кропивницкого
Современный Кропивницкий делится на два административных района — Крепостной и Подольский. Кропивницкому горсовету также подчиняется посёлок Новое.
Главными городскими магистралями являются улицы Большая Перспективная (ось центральной части города, ранее Карла Маркса), Бобринецкий шлях (дорога на Николаев), Полтавская (дорога на Кременчуг), Университетский проспект (дороги на Умань и Кишинёв). Важное значение для защиты от паводков имеет Набережная.
Кропивницкий имеет ряд микрорайонов:
| - Ковалёвка; - Большая Балка; - Кущёвка; - Завадовка; - Катрановка; - Посёлок Горный; - Лелековка; - Некрасовка; - Балашовка; - Старая Балашовка; | - Новониколаевка; - Озёрная Балка; - Масляниковка; - Арнаутово; - Черёмушки; - Никаноровка; - Новоолексеевка; - Сладкая Балка; - Чечора; |

## Администрация

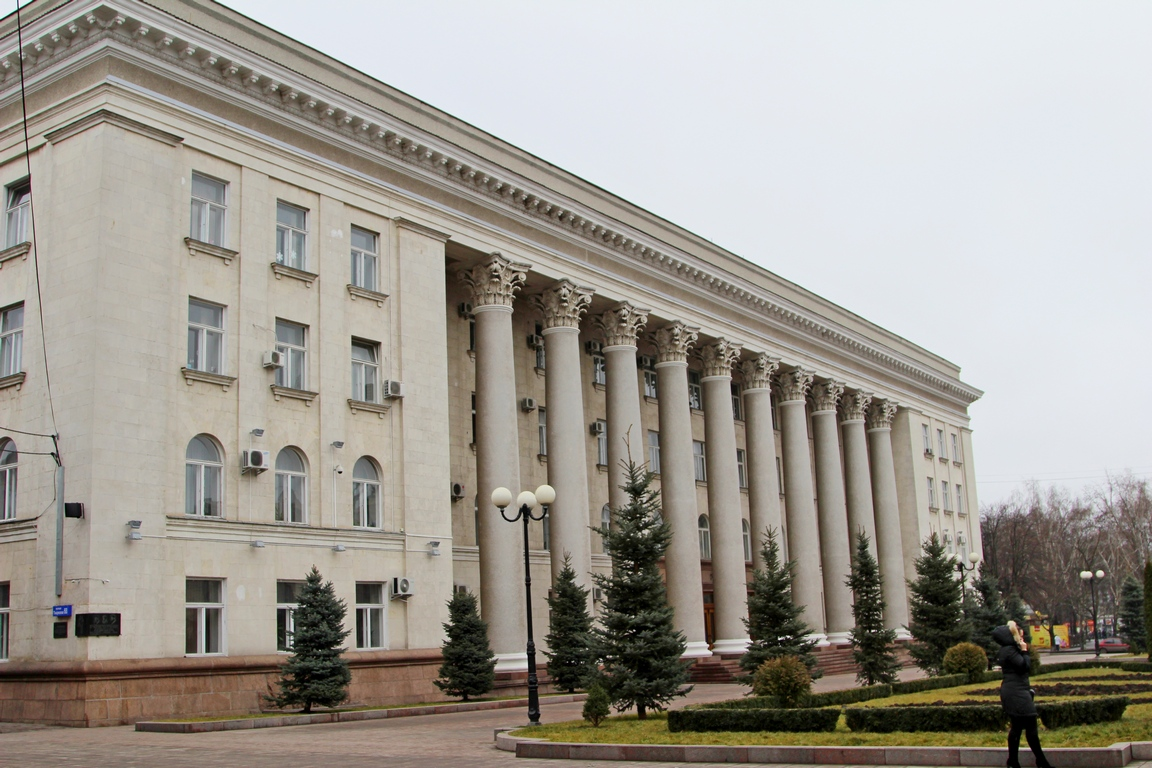
Городской совет

В состав городского совета входят 42 депутата, избираемых общиной города сроком на 5 лет.
Исполнительную власть в городе возглавляет городской голова и Городская государственная администрация (Горадминистрация), который по состоянию на конец 2000-х годов состоит из 15 членов. Ему подчинены 5 департаментов, каждый из которых отвечает за определённую сферу городской жизни: экономику и финансы, жилищно-коммунальное хозяйство, развитие торговли, бытовое обслуживание, транспорт и связь, градостроительство и капитальное строительство, административный, 8 управлений, 10 отделов, 2 службы (контрольная и по делам детей), регистрационная палата и городской Центр социальных служб для семьи, детей и молодёжи. В 2 районах города (Крепостной и Подольский) и подчинённом горсовету посёлке Новое органами исполнительной власти являются соответственно Подольский и Крепостной районные советы и совет посёлка Новое.
Действующим городским головой Кропивницкого (с ноября 2015 года) является Андрей Райкович.

## Экономика
Основой промышленности Кропивницкого является машиностроение, пищевая и горная промышленность. В недрах земли очень много урановой руды. Основным её добытчиком является Ингульская шахта Восточного горно-обогатительного комбината (ВостГОК).
Основой машиностроения Кропивницкого является сельскохозяйственное. Такие крупные машиностроительные заводы, как ЗАО «Гидросила групп» (укр. ЗАТ «Гідросила груп», разработка и производство гидравлических силовых машин и компонентов гидромашин), ОАО «Красная звезда» (укр. ВАТ «Червона зірка», производство посевной и почвообрабатывающей техники), ЗАО «НПП „Радий“» (укр. ЗАТ «НВП «Радій», электроника, системы защиты и управления для атомных электростанций), ЗАТ «Креатив» известны широко за пределами Украины. В городе также представлены лёгкая и пищевая промышленность.

### Почта, связь, недвижимость, банковская сфера и страхование

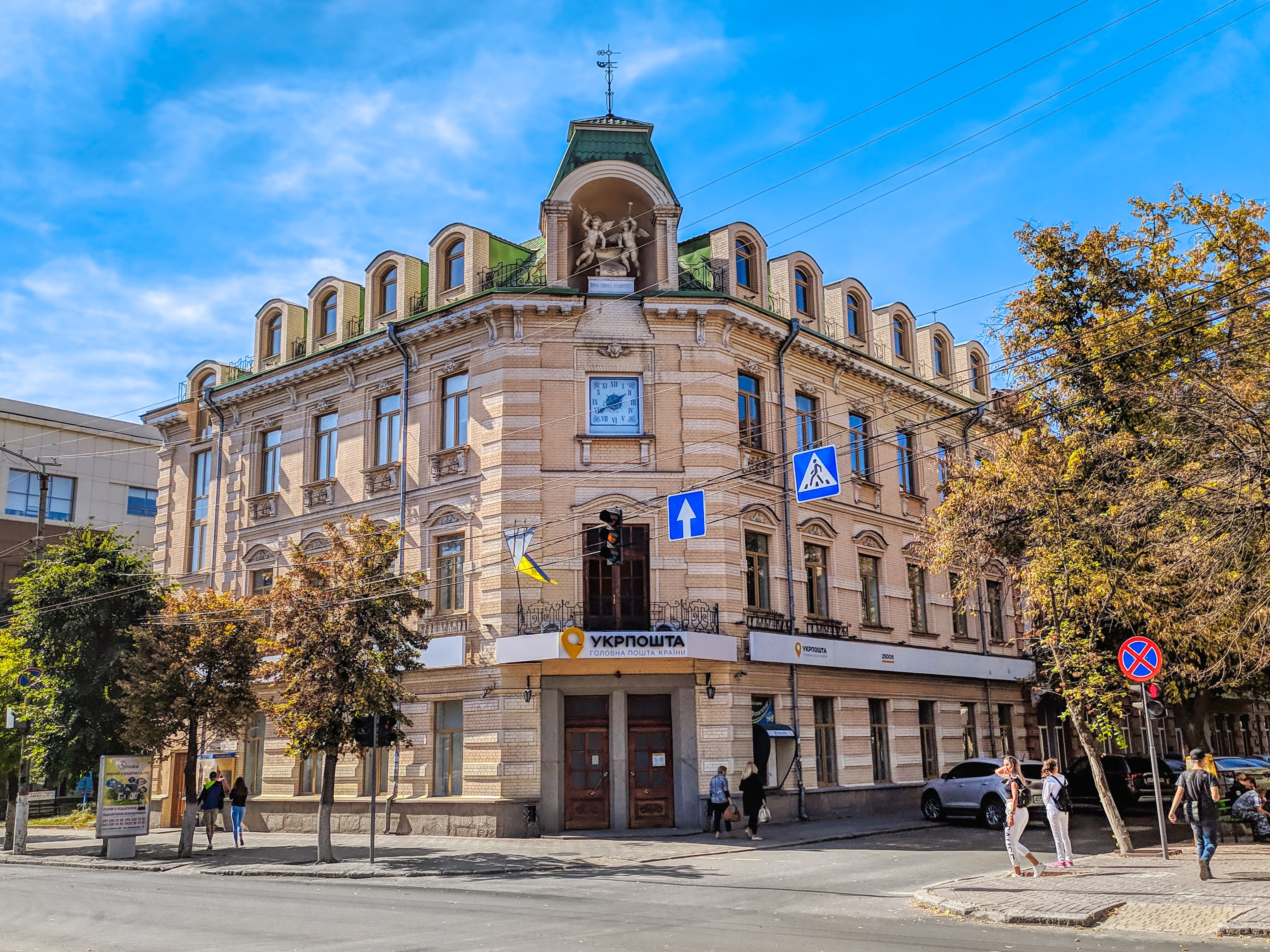
Почтамт (стиль модерн, конец XIX века)

В 1869 году в Елисаветграде был открыт телеграф, а в 1884 году — новая почтовая контора.
В настоящее время главным оператором предоставления населению и бизнесу почтовых услуг в Кропивницком (и области) является филиал национального оператора предприятия УГППС «Укрпочта» — Кировоградская дирекция УГППС «Укрпочта», которая в своём составе имеет обособленные структурные подразделения: 7 центров почтовой связи, 12 цехов обслуживания потребителей, много отделений в городе и области.
В Кропивницком работает управление НБУ в Кировоградской области, и действуют региональные представительства и филиалы более 40 украинских банков, существует разветвлённая сеть банкоматов.
Рынок страхования в городе представляют более 30 компаний, многочисленные страховые компании-ответвления коммерческих банков.

### Медицина
Городская больница в Кропивницком (тогда Елисаветграде) была открыта в 1823 году — она была на 54 койки, за лечение в ней нужно было платить 30 копеек в день для местного населения и 50 — для приезжих.
В настоящее время здравоохранение в Кропивницком осуществляют 17 учреждений лечебного и профилактического направления. Среди них:

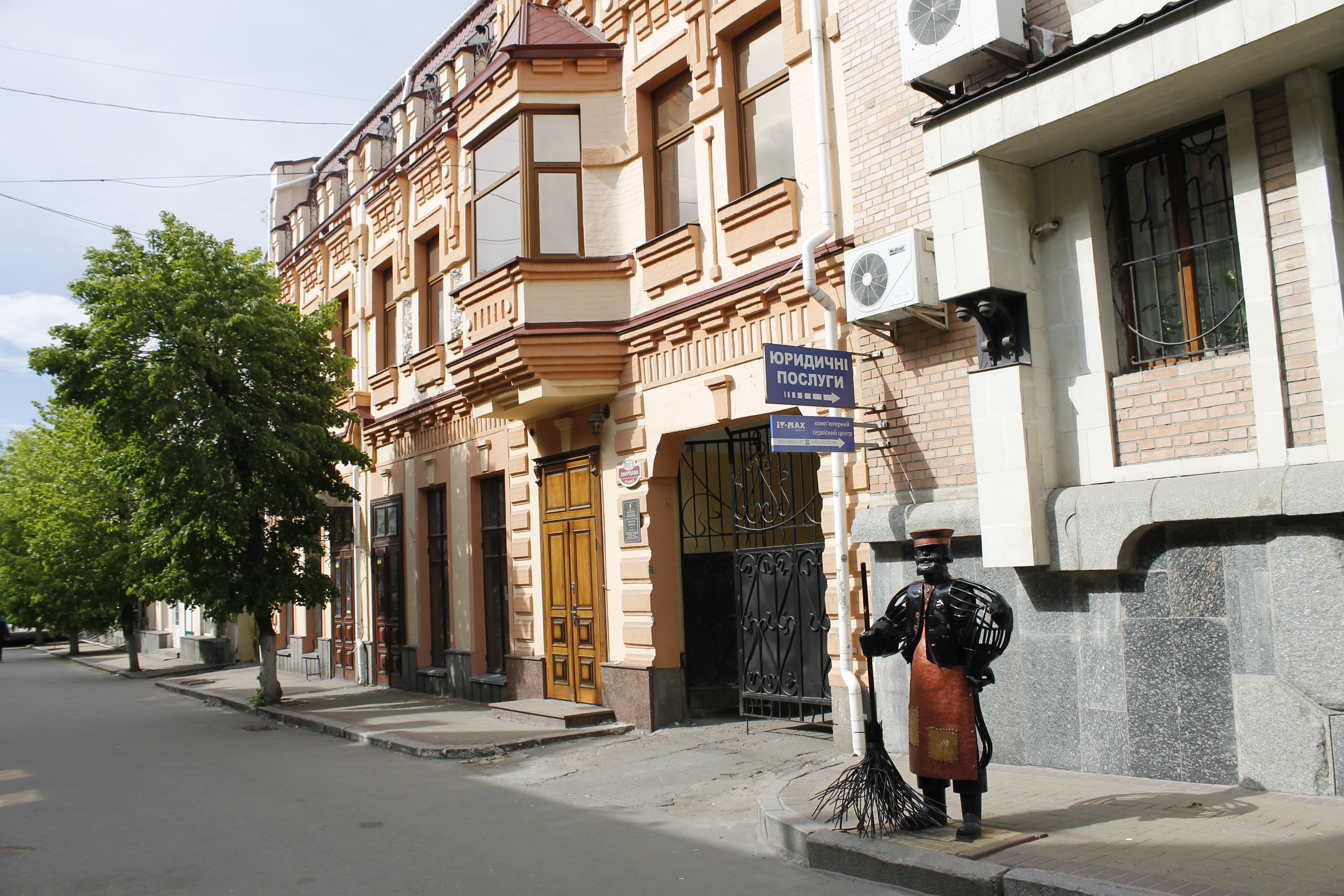
Дом земской аптеки XIX ст.

- Коммунальное некоммерческое предприятие «Поликлиничное объединение», которое имеет в своем составе 5 поликлиник;
- Центр первичной медико-санитарной помощи № 1;
- Центр первичной медико-санитарной помощи № 2;
- Кировоградская областная больница[85];
- Кировоградская областная станция переливания крови[86];
- Центральная городская больница со стационарами № 1 и № 2;
- Городская больница № 2 им. Святой Анны[87];
- Кропивницкая городская больница скорой медицинской помощи и станция СМП;
- 2 роддома;
- Областная клиническая детская больница;
- Детская поликлиника № 1 и детская городская больница;
- Несколько стоматологических поликлиник, в частности, детская, городской туберкулезный диспансер и некоторые другие специализированные медицинские учреждения[88].

## Транспорт

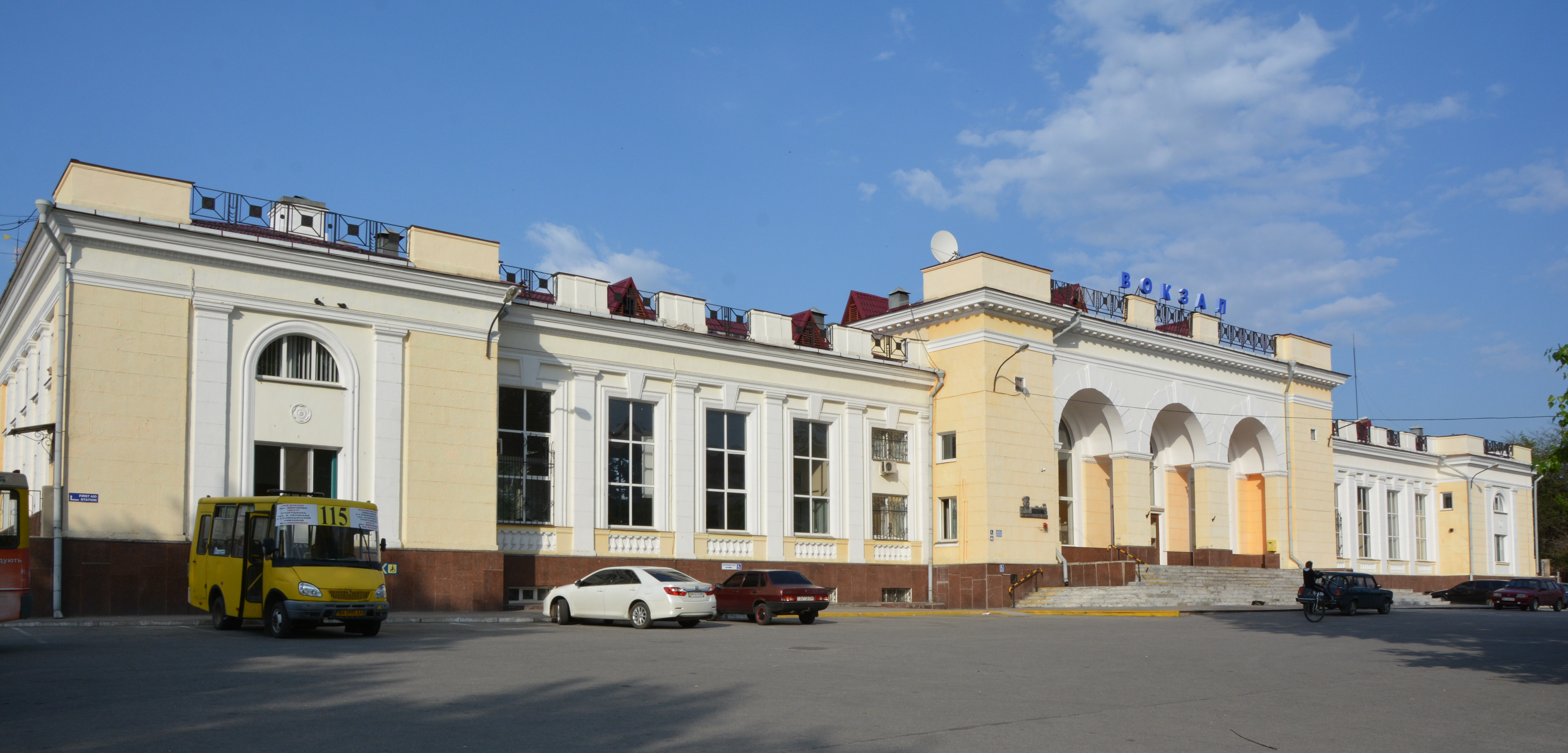
Железнодорожный вокзал в Кропивницком

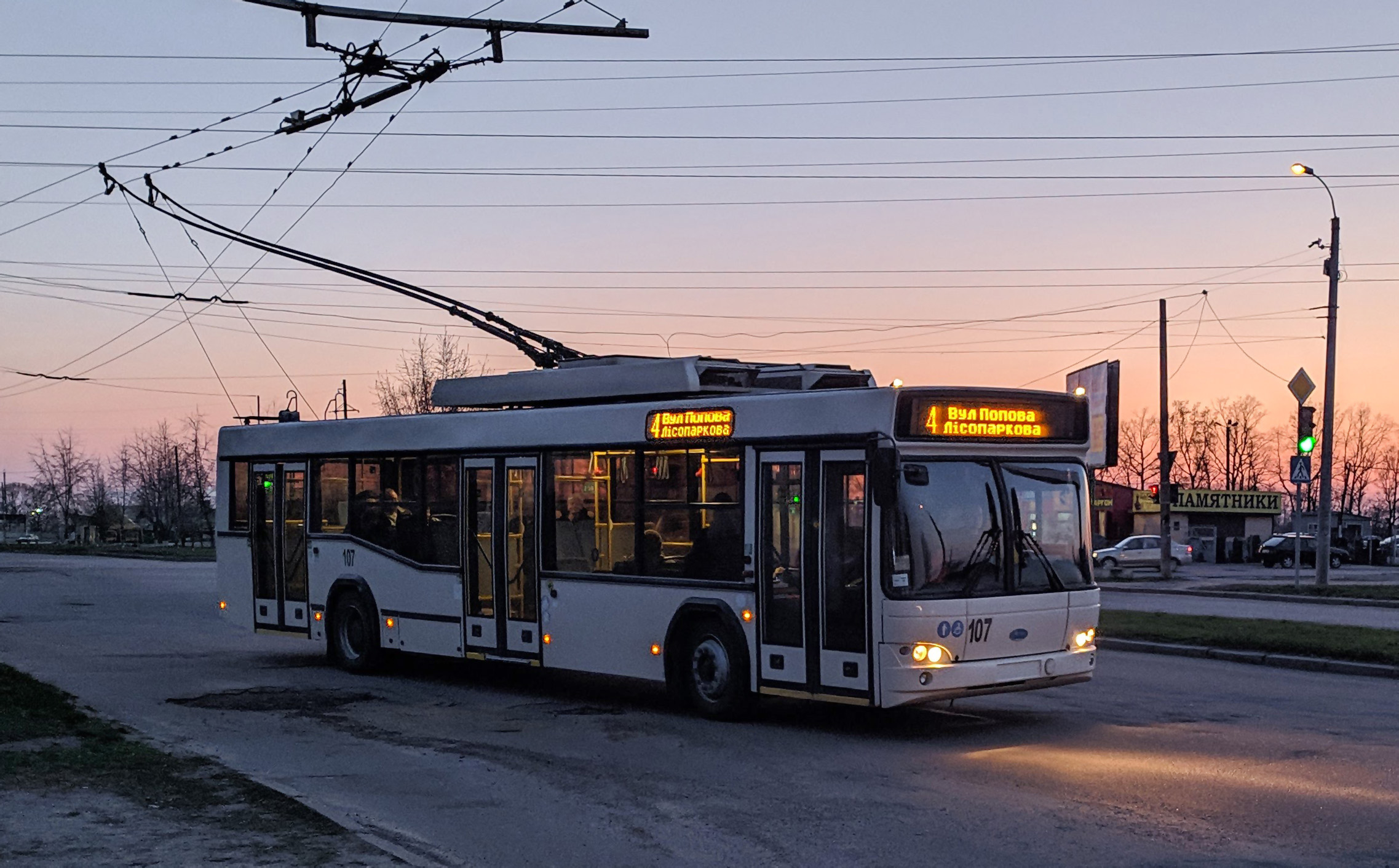
Кропивницкий троллейбус

Через город проходят автодороги европейского значения: Ужгород — Тернополь — Кропивницкий — Донецк — Должанское (E 50), Слобозия — Галац — Кишинёв — Кропивницкий — Полтава (E 584); региональные автодороги: Александровка — Кропивницкий — Николаев (Н-14); железная дорога Подольск — Помошная — Знаменка.
В городе работает 2 автостанции и железнодорожный вокзал, функционирует аэропорт Кировоград (2 взлётно-посадочные полосы, одна из которых является действующей), что соответствует 3-й категории ИКАО, 2 коммерческие авиакомпании «Урга» и «Чайка», в основном работающих в Африке.
До 1941 года в Кировограде работали 2 трамвайные линии. В 1941 году при отступлении советских войск была подорвана трамвайная электростанция, разрушено хозяйство. После войны были неудачные (из-за нехватки средств) попытки восстановить кировоградский трамвай.
Сейчас городской общественный транспорт представлен троллейбусами, автобусами и маршрутными такси. Пассажирские перевозки маршутными такси и пригородными автобусами в Кропивницком осуществляются частными операторами.
Троллейбусное движение в Кировограде было открыто 2 ноября 1967 года. Пережив кризисное состояние в начале 2000-х, в середине десятилетия отрасль была восстановлена. По состоянию на январь 2022 года в городе работает 10 троллейбусных маршрутов (№ 1, 4, 5, 7, 7A, 8, 9, 10, 10А, 11). Троллейбусные перевозки осуществляет КП «Электротранс». Подвижной состав: троллейбусы Днепр-Т103, Днепр-Т203.

## Коммунальное хозяйство

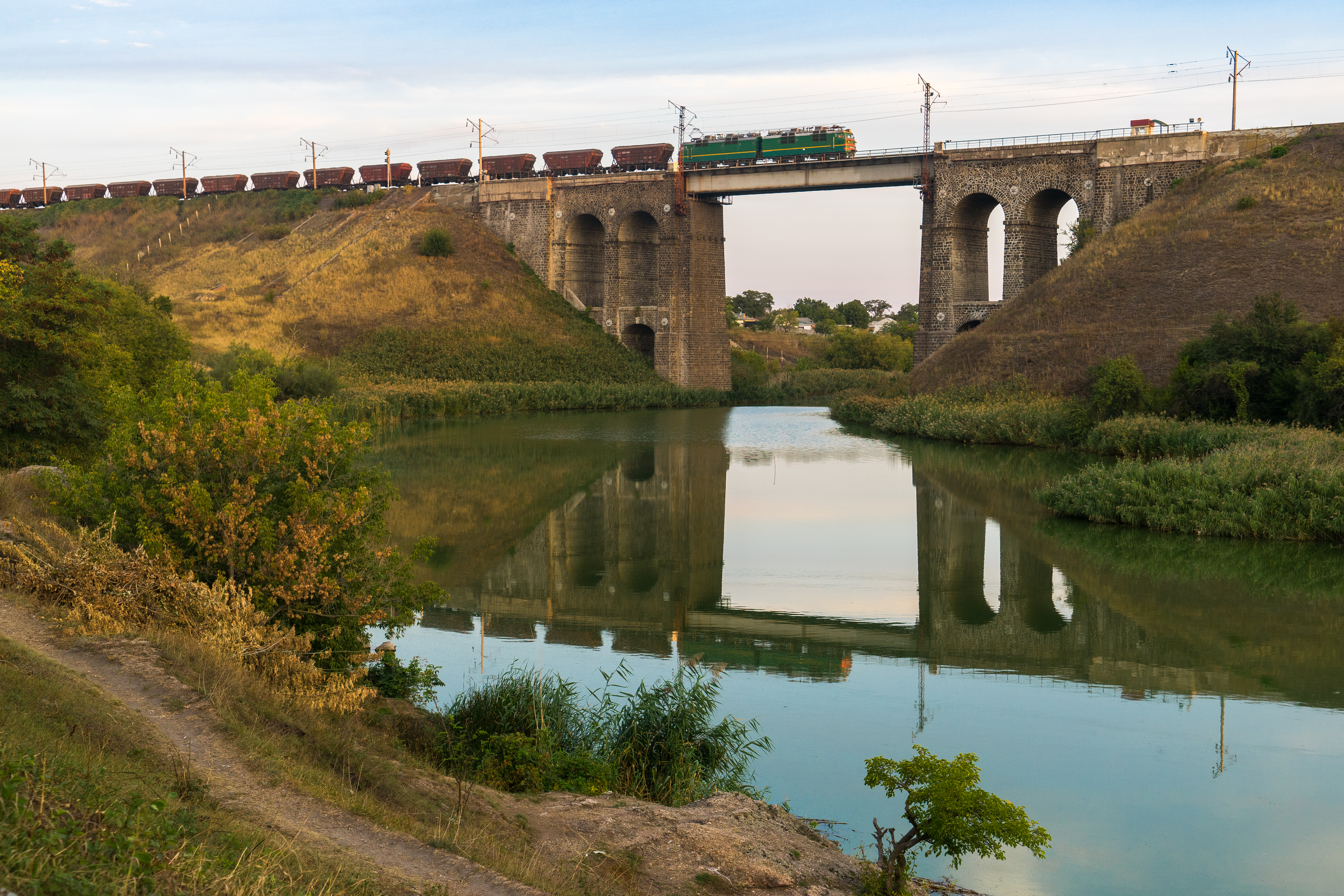
Железнодорожный мост

Большинство городских коммуникаций в Кропивницком построены ещё при СССР.
Газоснабжение в Кропивницком осуществляется ОАО «Кировоградгаз». Поставка электрической энергии в область осуществляет оператор ОАО «Кировоградоблэнерго», являющийся монополистом, к основным видам лицензируемой деятельности которого относятся производство, передача и поставка электроэнергии потребителям Кропивницкого (и Кировоградской области) по тарифам, которые регулируются в соответствии с действующим законодательством.
Для водоснабжения Кропивницкого (и ряда других населённых пунктов области) в 1973 году был введён в эксплуатацию водопровод Днепр — Кропивницкий. Мощности сооружений — 168 000 м³ питьевой воды в сутки. По состоянию на 2005 год, централизованным водоснабжением охвачено 88,6 % города.
Орган, ответственный за водоснабжение в городе — коммунальное предприятие «Кировоградское водопроводно-канализационное хозяйство Кропивницкого городского совета». Также системе коммунального хозяйства Кропивницкого принадлежат жилищно-эксплуатационные конторы (ЖЭКи № 1, 2, 7, 12, 13, 15) и коммунальные ремонтно-эксплуатационные предприятия (КРЕПы № 3, 4, 6, 9, 10, 11), ГКП «Аварийно-диспетчерская служба». На коммунальное предприятие «Теплоэнергетик» возложена функция обслуживания городских тепловых сетей.
В городе созданы коммунальные предприятия по содержанию городских дорог и мостов, КП «Горсвет», отвечающий за состояние электрических сетей и наружное освещение города, КП «Трест зелёного хозяйства», осуществляющий функцию озеленения и т. д.
Вывоз мусора с придомовых территорий осуществляют предприятия «РАФ-плюс» и «Универсал-2005» (последнее находится в коммунальной собственности). Остаётся насущной проблема вывоза мусора из частного сектора города.

## СМИ
В Кропивницком развиваются как печатные, так и электронные СМИ, в том числе и в сети Интернет. Главные региональные общественно-политические периодические издания — газеты: «Диалог» (разовый тираж — 54 000), «Кировоградская правда», «Украина-Центр», «Вечерняя газета», «Первая городская газета»,«21-й канал», «Народное слово».
Местное вещание осуществляет областная гостелерадиокомпания. Есть также ФМ вещание — ООО «АБ-Радио» на частоте 104.2.
В регионе активно развивается Интернет. Главные центральные региональные государственные органы и большинство учреждений различных отраслей города по состоянию на 2012 год имеют собственные веб-страницы.

## Культура и образование
В Кропивницком насчитывается 46 детских дошкольных заведений и 43 школы, в которых учатся 39 145 учеников. Особенной популярностью пользуются учебные заведения нового типа: школы-гимназии, лицеи, колледжи. Имеются 11 вузов и филиалов.

### Вузы Кропивницкого

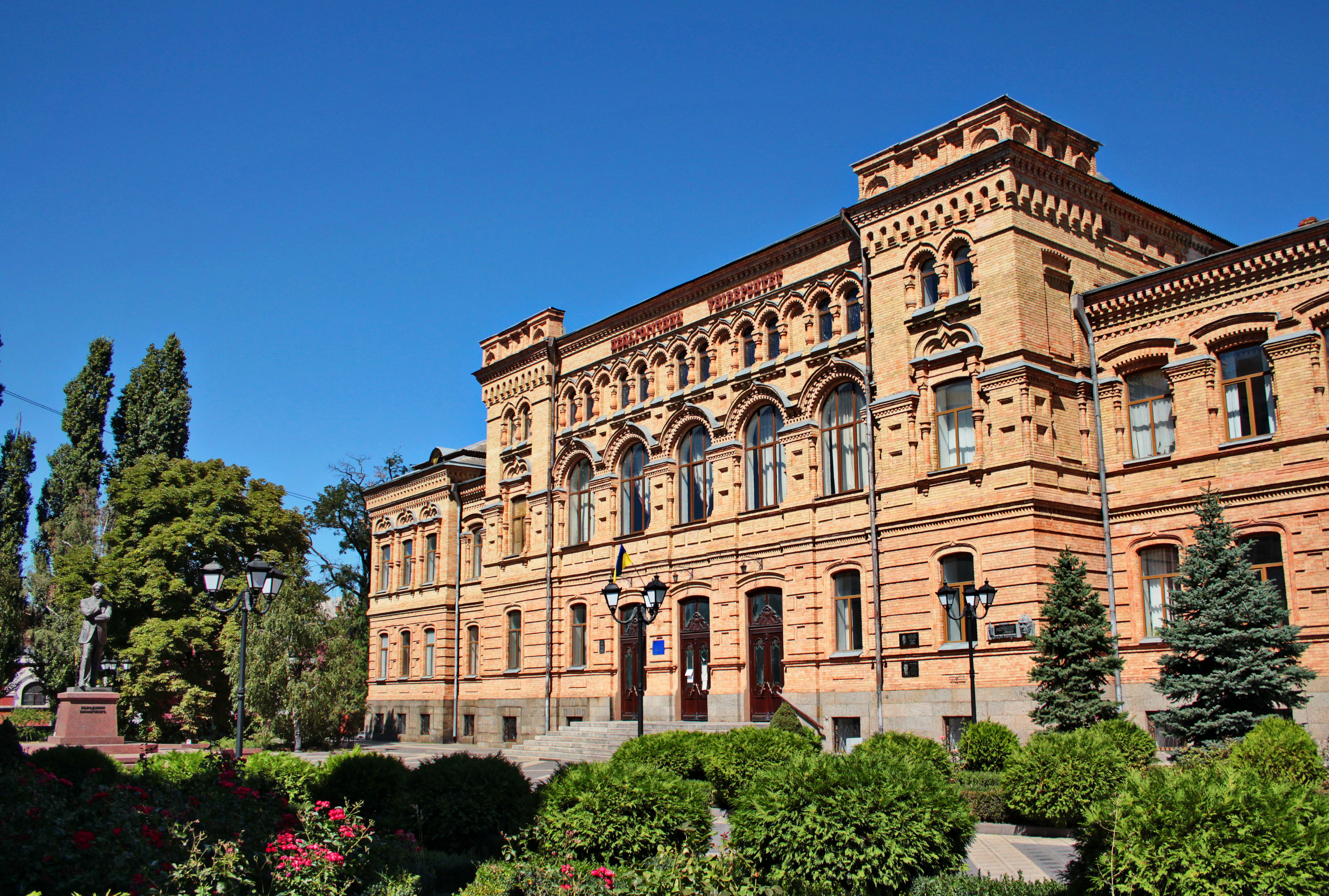
Центральноукраинский государственный педагогический университет

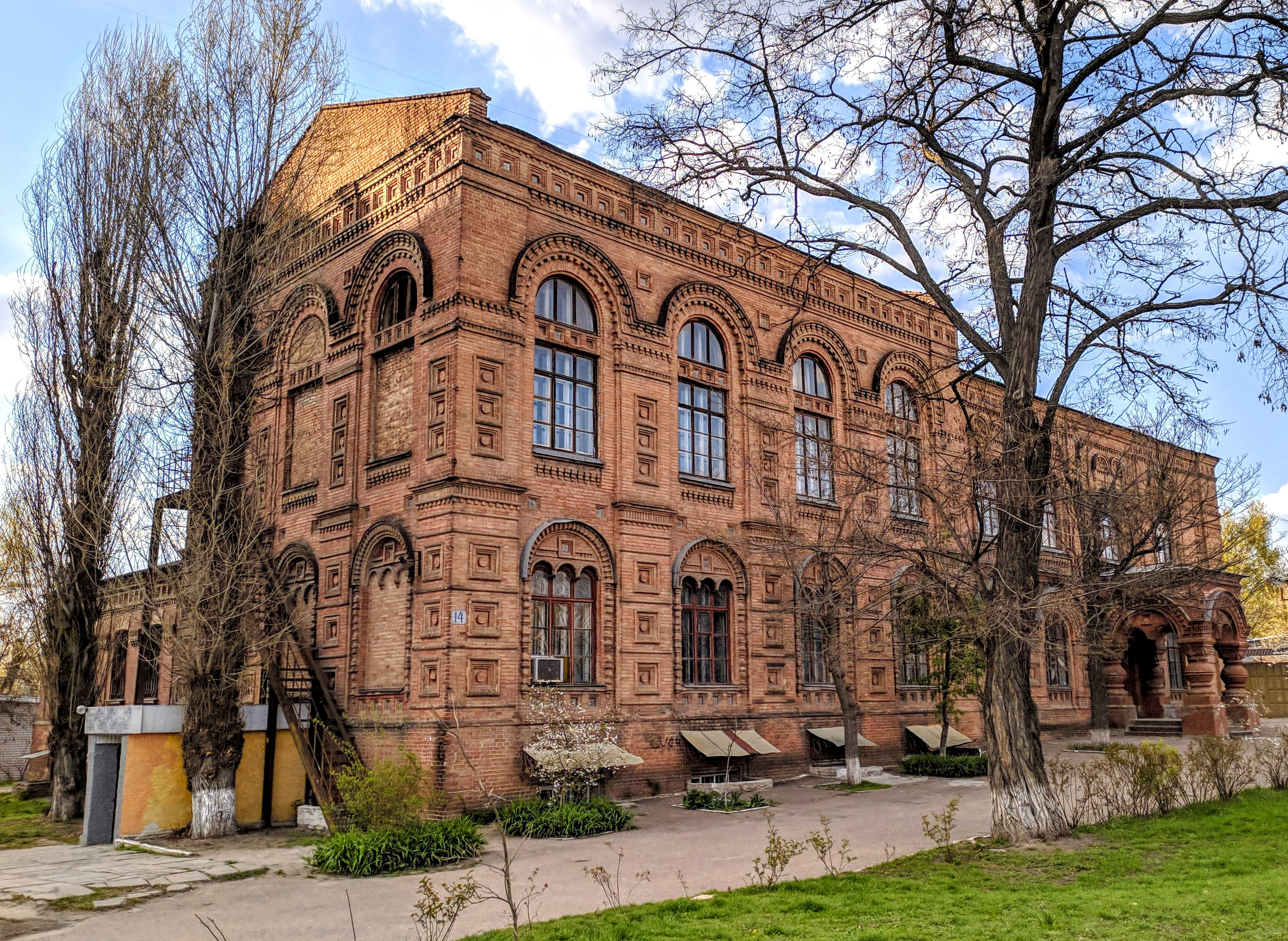
Ремесленное училище

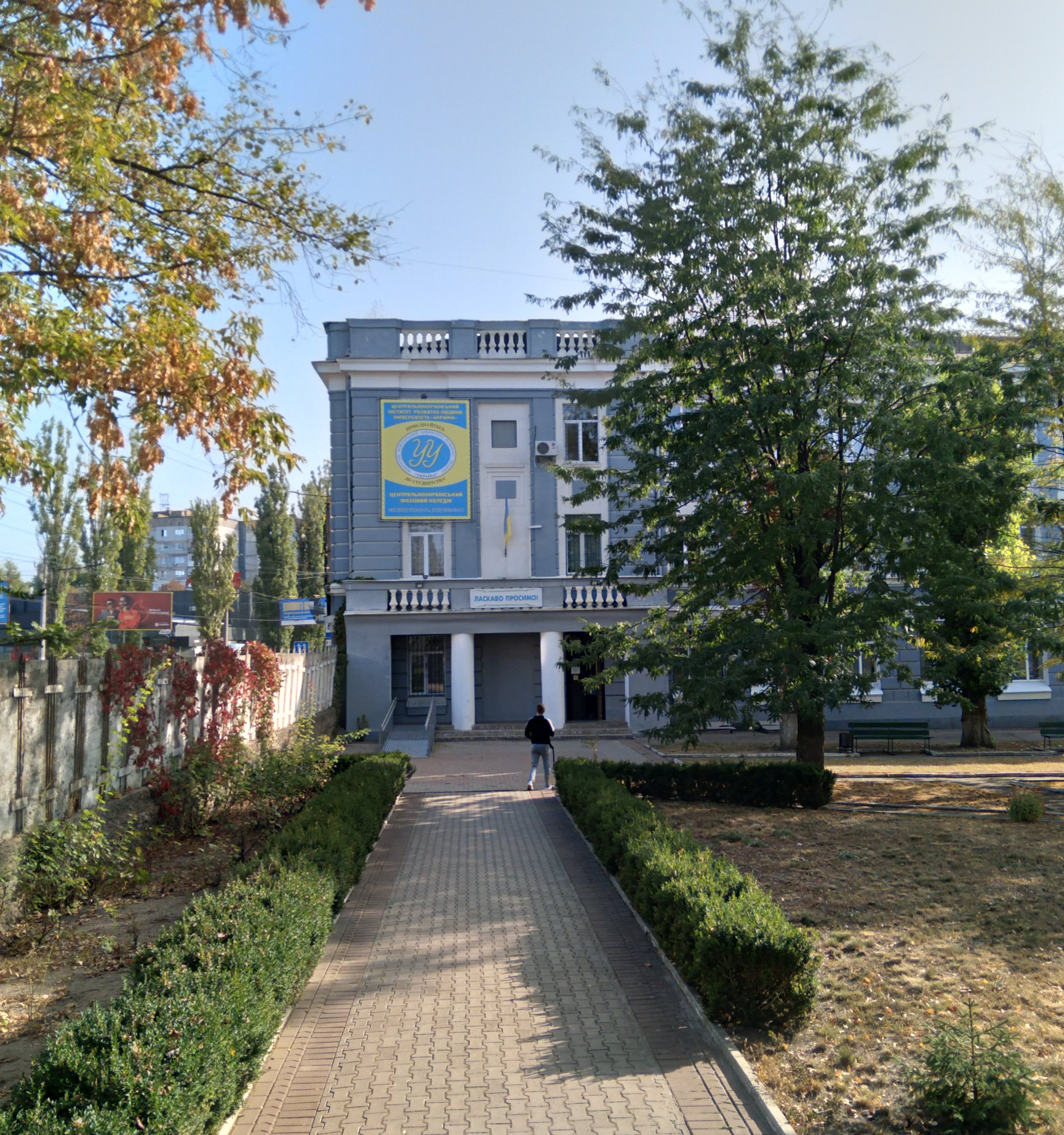
Центральноукраинский институт развития человека «Украина»

- Лётная академия Национального авиационного университета
- Центральноукраинский государственный педагогический университет имени Владимира Винниченко
- Центральноукраинский национальный технический университет
- Кировоградский институт государственного и муниципального управления Классического частного университета
- Кировоградский институт коммерции
- Кировоградский институт регионального управления и экономики
- Кировоградский филиал Национальной Академии статистики, учёта и аудита
- Кировоградский филиал Межрегиональной академии управления персоналом
- Кировоградский факультет менеджмента и бизнеса Киевского национального университета культуры и искусств
- Центральноукраинский институт развития человека Открытого Международного Университета «Украина»
- Социально-педагогический институт «Педагогическая академия»

### Техникумы и колледжи
- Кировоградский колледж статистики НАСОА
- Кировоградский кибернетико-технический колледж
- Кировоградский инженерный колледж ЦНТУ (Центральноукраинского национального технического университета)
- Кировоградский коммерческий техникум
- Кировоградский техникум механизации сельского хозяйства
- Кировоградский экономико-правовой колледж
- Кировоградский медицинский колледж имени Е. И. Мухина
- Кировоградский музыкальный колледж
- Кировоградский строительный колледж
- Кировоградский кооперативный колледж экономики и права им. М. П. Сая

### Культура и спорт

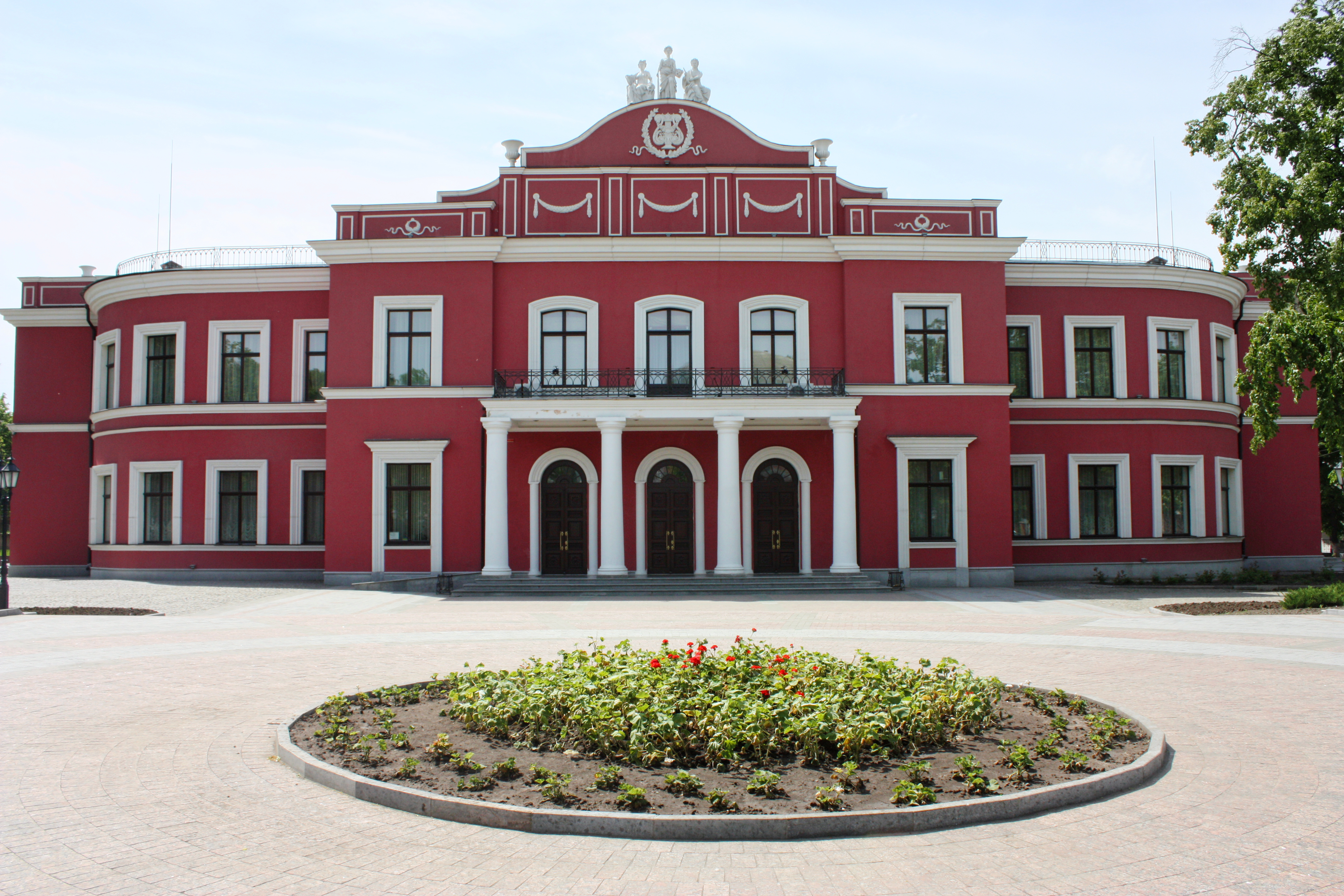
Украинский академический музыкально-драматический театр им. М. Кропивницкого

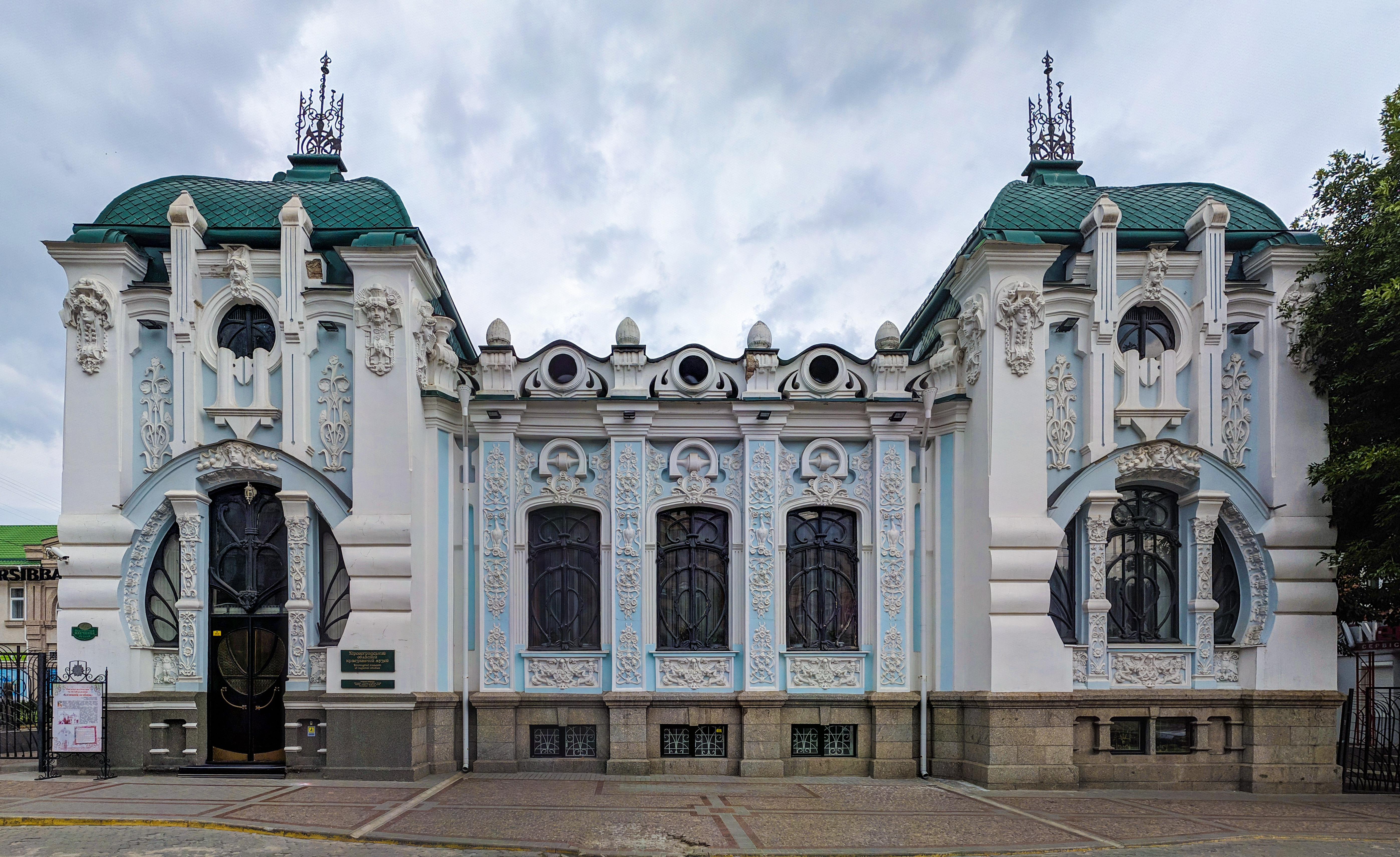
Кропивницкий краеведческий музей (Дом Барского)

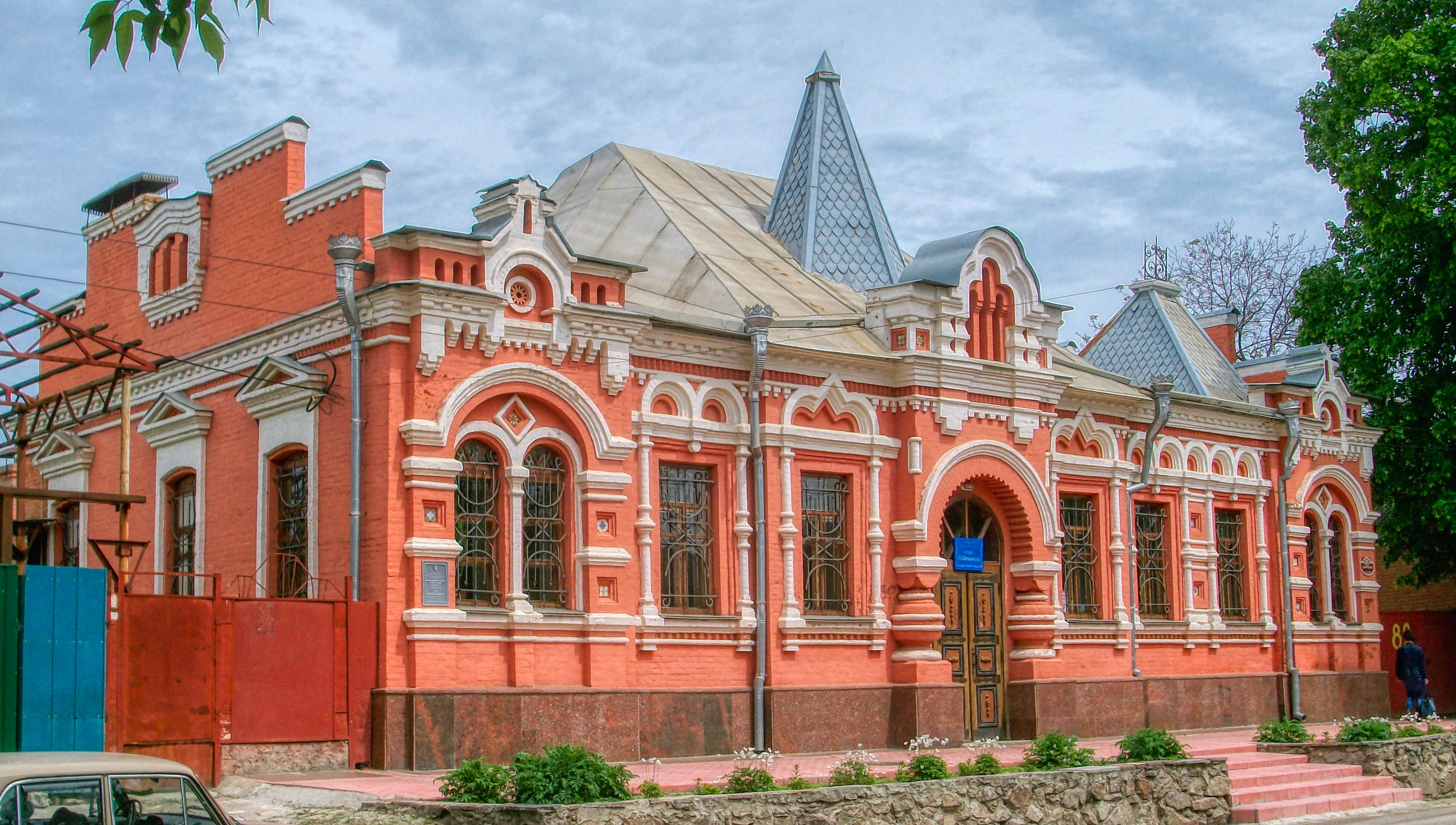
Художественно-мемориальный музей А. А. Осмёркина

Имеются несколько театров, 2 кинотеатра, множество музеев, филармония. Сегодня в городе работают Кировоградский украинский академический музыкально-драматический театр им. М. Кропивницкого, кукольный театр, студенческий театр-студия «Резонанс». Зал областной филармонии один из лучших на Украине (890 мест). На её базе действует детская филармония. Концерты проходят также в городском дворце культуры им. Компанийца (550 мест). В нём работает немало интересных коллективов. Четыре музыкальные школы, одна художественная и две школы искусств позволяют всем желающим получить начальное художественное образование.
На базе многих культурно-развлекательных и просветительных заведений ежегодно проходит национальный художественный фестиваль.
Репутацию одного из центров украинской народной хореографии создали Кропивницкому знаменитые танцевальные коллективы: Академический театр музыки, песни и танца «Зоряне» (Кировоградская областная филармония), заслуженный ансамбль народного танца Украины «Ятрань», победитель международных фестивалей и конкурсов: «Золотая Пальмира» в г. Санкт-Петербурге, «Осенняя сказка» в Чехии, «Веспремские игры» в Венгрии образцовый хореографический ансамбль «Надежда», ансамбль песни и танца «Весна», народный ансамбль бального танца «Конвалия», детские коллективы «Пролисок», «Росинка» и другие. Широко известны на Украине и за её пределами солисты Кировоградской областной филармонии народные артисты Украины Антонина Червинская и Раиса Валькевич, заслуженный артист Украины Сергей Дёмин.
В городе широко развитая сеть спортивных заведений. Работает 9 детско-юношеских спортивных школ, 3 стадиона, плавательный бассейн, легкоатлетический манеж. В городе подготовлен целый ряд спортсменов, которые стали чемпионами и призёрами чемпионатов Украины, Европы, мира.
Любимыми местами отдыха кропивничан являются парки: Ковалёвский, дендропарк и другие.
Местный футбольный клуб «Звезда» выступает в украинской Премьер-лиге. Бейсбольная команда «Биотехком-КНТУ» является рекордсменом по количеству побед в чемпионате и Кубке Украины.

### СМИ, печатные издания
Общественно-политические издания Кропивницкого: газеты «Первая городская газета», «Ведомости-плюс», «Диалог», «Украина-Центр», «Телеклуб», «Народное слово», газета «СІТІ», «Кировоградская правда», и другие. Рекламно-информационные издания: еженедельник «Трудоустройство», «Утренний город», «Все про все», «Из рук в руки», «Новости Кировоградщины», «Типичный Кировоград»; журналы: «Ланруж».

## Религия

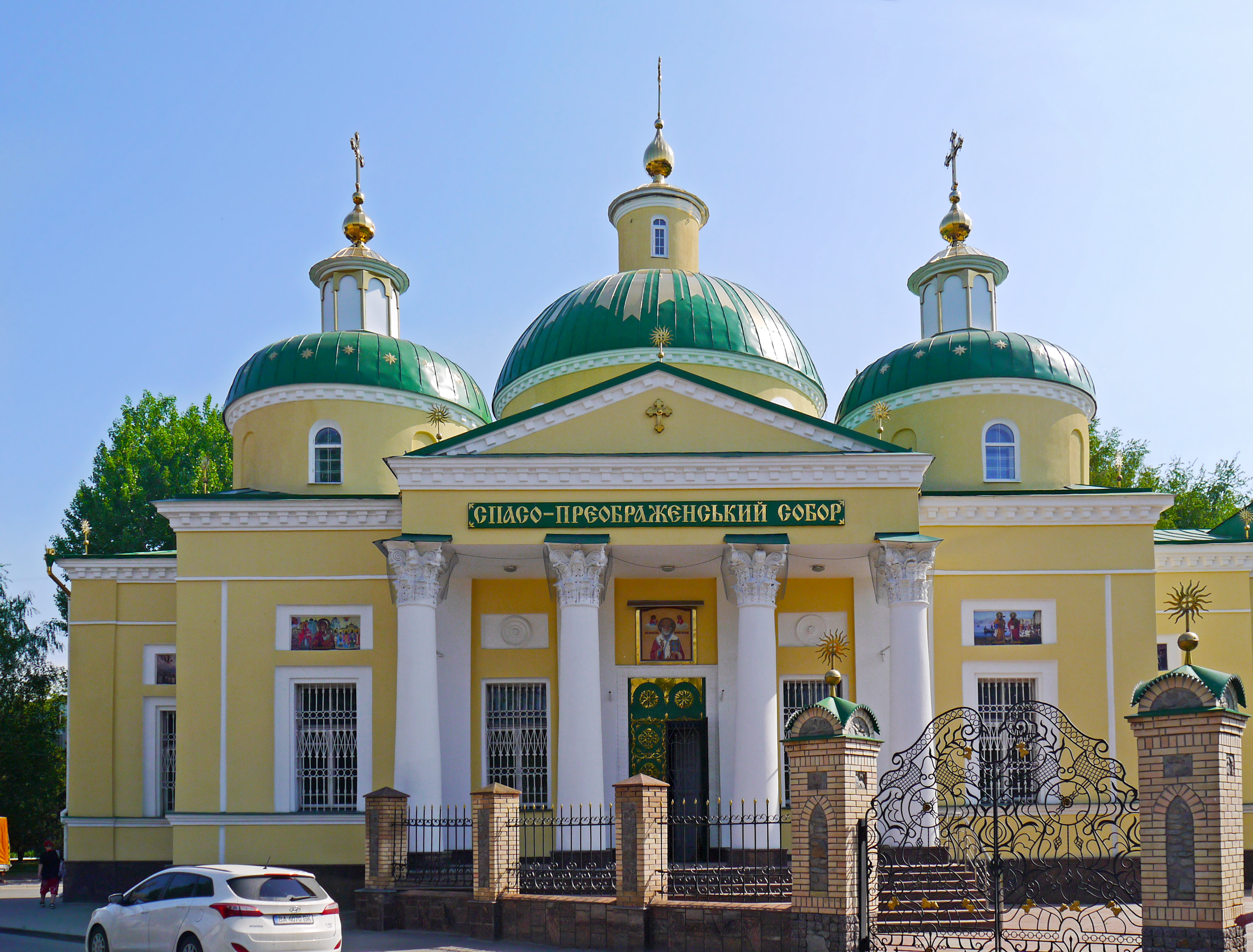
Спасо-Преображенский собор

Религия в Кропивницком представлена различными конфессиями, наиболее распространённая среди которых — православие, также присутствуют протестантизм, католические и иудейские общины. По состоянию на 2007 год в Кировограде было зарегистрировано 63 религиозные общины.
Первый храм появился с образованием крепости в 1755 году — это была православная Свято-Троицкая церковь, в том же году в деревне рядом с крепостью была построена Успенская церковь. В окрестностях крепости, которая впоследствии стала городом Елисаветград, начали селиться старообрядцы. В 1880 году был основан Елисаветградский викариат при Херсонской епархии РПЦ, первым епископом которого стал Неофит (Неводчиков). Викариат просуществовал до 1931 года, когда, уже как зиновьевский, был ликвидирован во время гонений на Церковь. В 1947 году викариат, уже как Кировоградский, восстановили, а впоследствии была создана епархия с центром в городе.

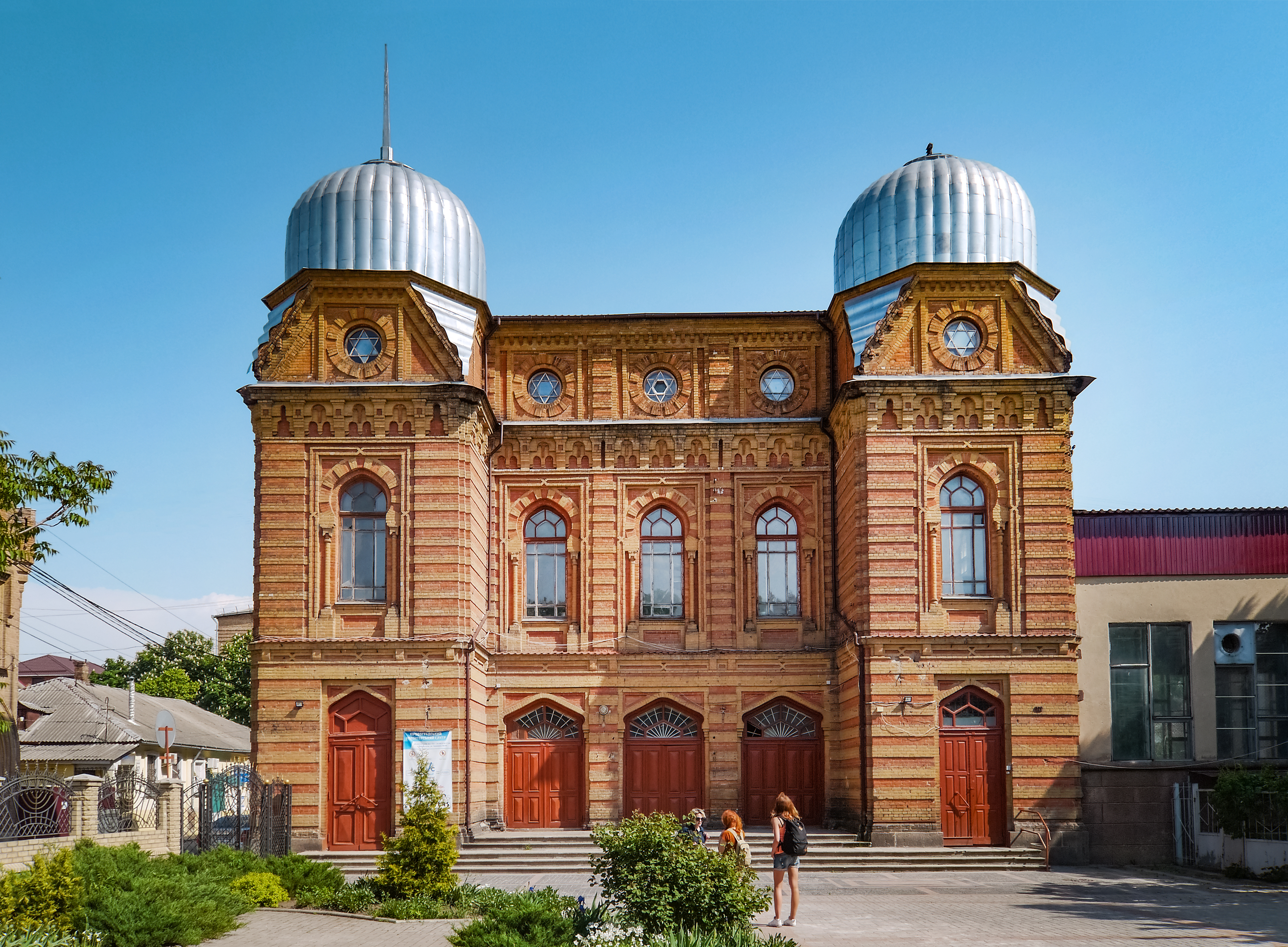
Большая хоральная синагога

Самым влиятельным в церковно-религиозной жизни города является православие. В настоящее время в городе (на 2013 год) сосуществуют общины 3 православных церквей — УПЦ МП (9 общин), также присутствуют УПЦ КП (6 общин) и Украинская автокефальная православная церковь (3 общины). Сейчас Кировоградскую кафедру в Украинской православной церкви (Московского патриархата) занимает Иоасаф (Губень). С 1992 года действует Кировоградская римско-католическая парафия Святого Духа, которая имеет собственный храм — костёл Святого Духа на улице Архитектора Паученко. Верующие УГКЦ с разрешения местного римско-католического священника проводят регулярные службы в подвале этого храма.
Из различных направлений протестантизма существуют 34 религиозные организации города. Среди религиозных организаций можно отметить Свидетелей Иеговы (12 собраний на русском языке, одно — на языке жестов, одна украиноязычная группа и одна англоязычная подгруппа). Также существуют евангельские христиане-баптисты (7 общин), христиане веры евангельской (6 общин), адвентисты седьмого дня (4 общины). Поочерёдно проводят богослужения в помещении синагоги представители иудейских религиозных общин прогрессивного и ортодоксального направления. Для удовлетворения духовных потребностей верующих кировоградцев религиозные организации по состоянию на конец 2007 года использовали 13 культовых сооружений, 5 из которых являются памятниками архитектуры (3 принадлежащих УПЦ МП, по одному — УАПЦ и иудейской общине). Ещё ряд храмов возводят или планируют возвести в городе, в том числе кафедральный собор УПЦ КП, который должен стать копией древней культовой постройки — Петропавловской церкви.

## Архитектура, достопримечательности и памятники

### Архитектурный облик города
В Кропивницком во многом сохранилась старая застройка (преимущественно второй половины XIX века), в том числе ряд культовых сооружений, остатки российских укреплений, еврейские кварталы и пр. В то время городским архитектором Елисаветграда был Андрей Достоевский.
Уже с конца XVIII века город застраивался зданиями в стиле классицизма (Архитектура неоклассицизма|неоклассицизма]]), однако свойственным именно Елисаветграду стало господство в конце XIX — в начале XX века стиля модерн как в жилой, так и общественной архитектуре. В значительной степени архитектурный облик Кировограда определяли рабочие кварталы.
|                        |                                           |                                 |                                                |                                   |
| Особняк И. М. Марущака | Архитектура в стиле модерн начала XX века | Площадь перед городским советом | Кропивницкое областное управление СБУ (модерн) | Кропивницкий художественный музей |

Видное место в композиционном планировании центра города занимала Успенская церковь, разрушенная во время Великой Отечественной войны. Сейчас на её месте находится городская администрация.
Во времена СССР Кировоград был застроен многоэтажными административными, общественными и жилыми домами. В 1970-х годах успехом местных инженеров и строителей стала реализация проекта по благоустройству и застройке городской набережной реки Ингул.
В 2000-х годах, после длительного экономического кризиса, в городе возобновилась сфера капитального строительства.

### Памятники

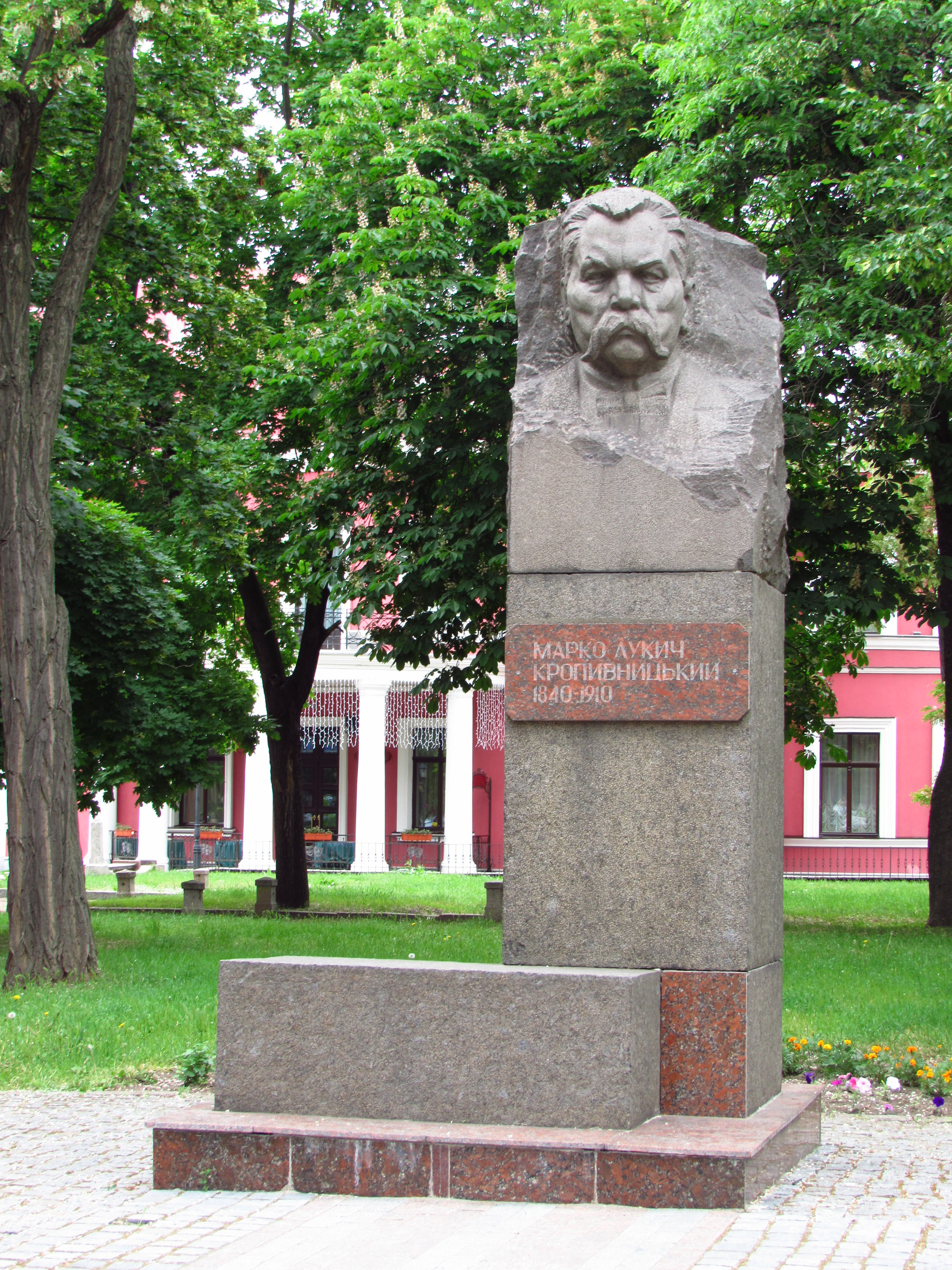
Памятник Марку Кропивницкому

В городе установлен ряд памятников — как в советское время (Мемориал Славы, Шевченко и др.), так и во время независимой Украины (с 1991 года) (братьям Эльворти, жертвам Чернобыльской трагедии, Владимиру Винниченко и др.).
Всего в Кропивницком около 40 памятников, памятных знаков, мемориалов и бюстов.

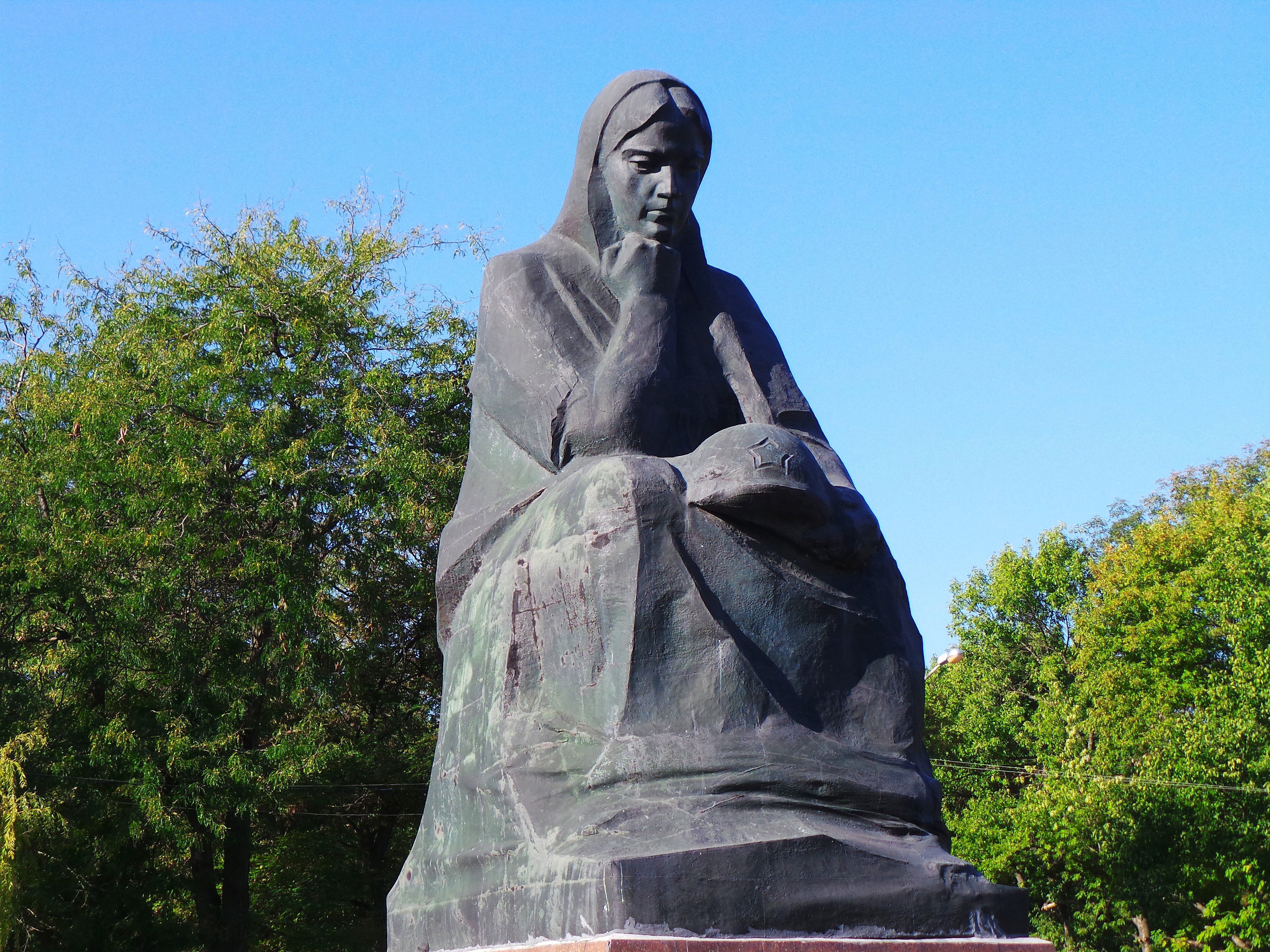
Памятник «Скорбящая Родина-мать» на территории бывшей крепости

Значительным сосредоточением памятников и памятных знаков в городе являются так называемые Валы (местоположение Елисаветинской крепости) — здесь содержится Мемориал Славы, ряд других монументов и символов, посвящённых событиям и персоналиям ВОВ, памятник жертвам Голодомора и первому православному храму города. Одним из новейших (осень 2009 года) в Кировограде памятников стала скульптура городского головы Елисаветграда Александра Пашутина, торжественно открытая во время празднования Дня города 19 сентября 2009 года на площади перед городским советом. 5 мая 2010 недалеко от входа в бывшую крепость был установлен памятник Герою Советского Союза Григорию Куропятникову.
Осенью 2010 года на площади перед Кировоградским государственным педагогическим университетом открыт памятник Владимиру Винниченко. В Кропивницком в монументальной форме отмечены персоналии, чьи жизнь и творчество связаны с городом, — М. Л. Кропивницкий, В. И. Григорович, братья Эльворти. Сразу несколько памятников появилось в Кировограде к 250-летию города в 2004 году, среди них, монументальный «Ангел-хранитель Украины» и памятник братьям Эльворти в честь основателей завода «Красная Звезда», разместившийся неподалёку от предприятия.

## Галерея видов города

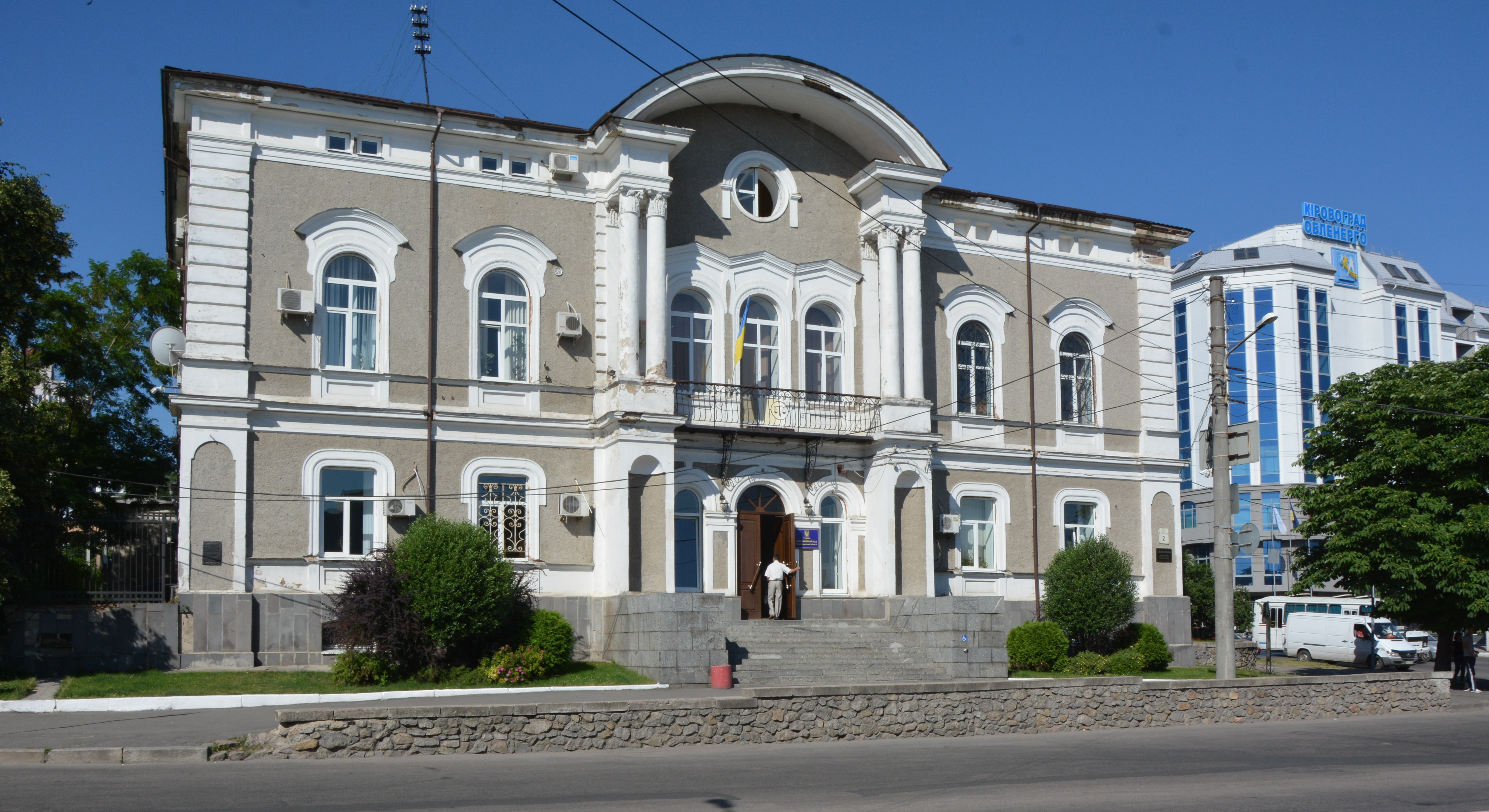
Здание Елисаветградского окружного суда (XIX века)
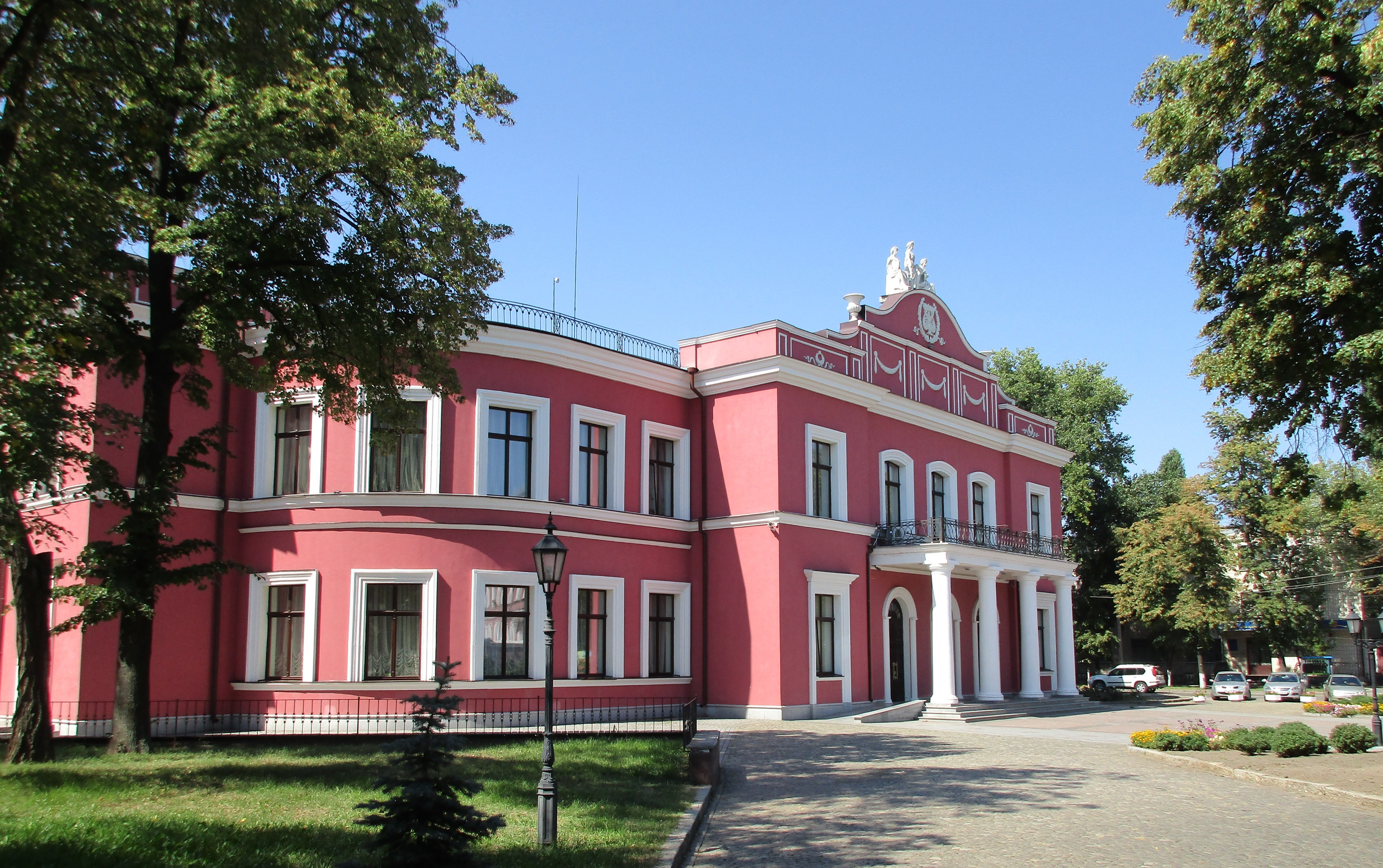
Украинский академический музыкально-драматический театр им. М. Л. Кропивницкого
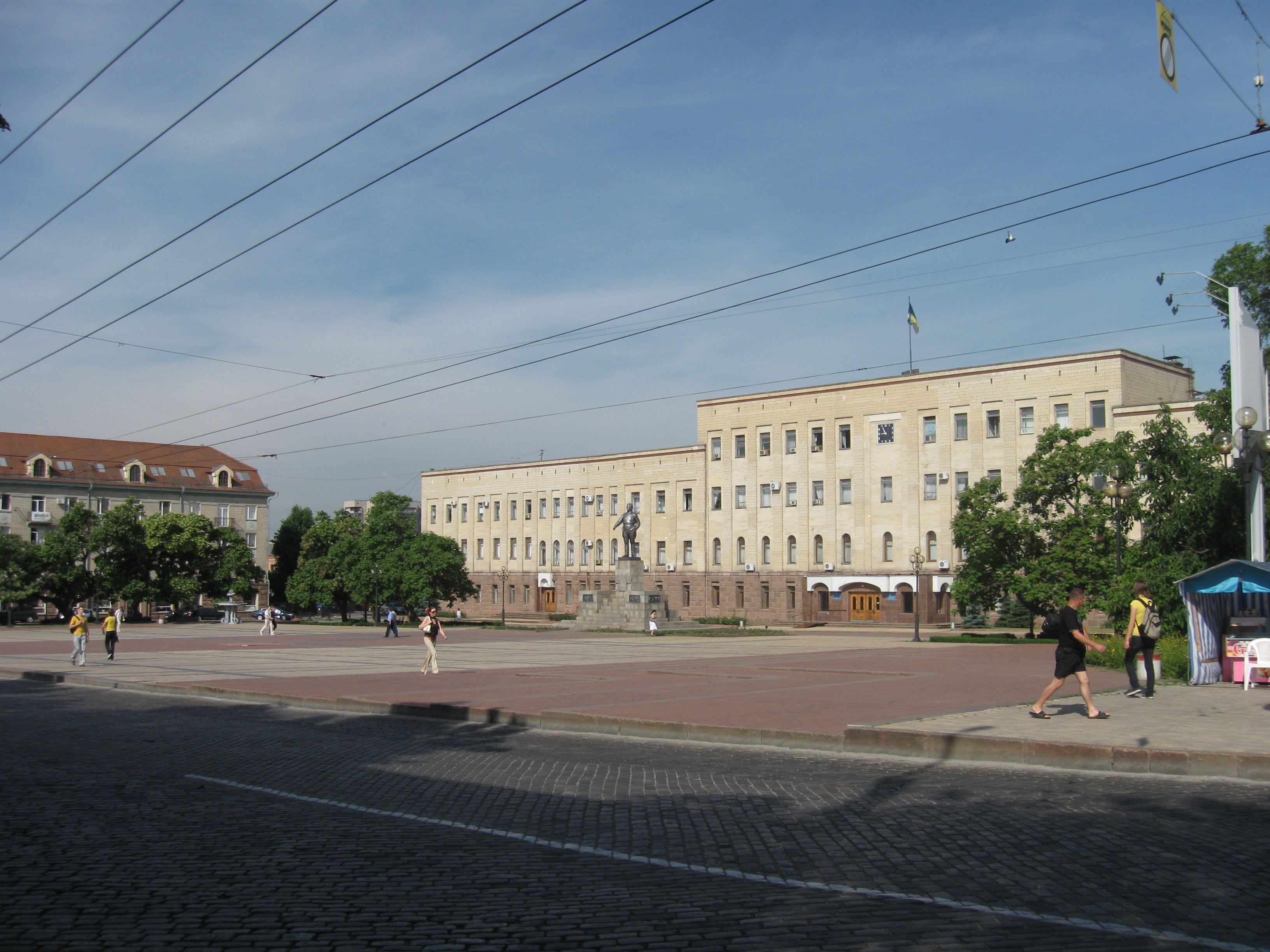
Центральная городская площадь Героев Майдана
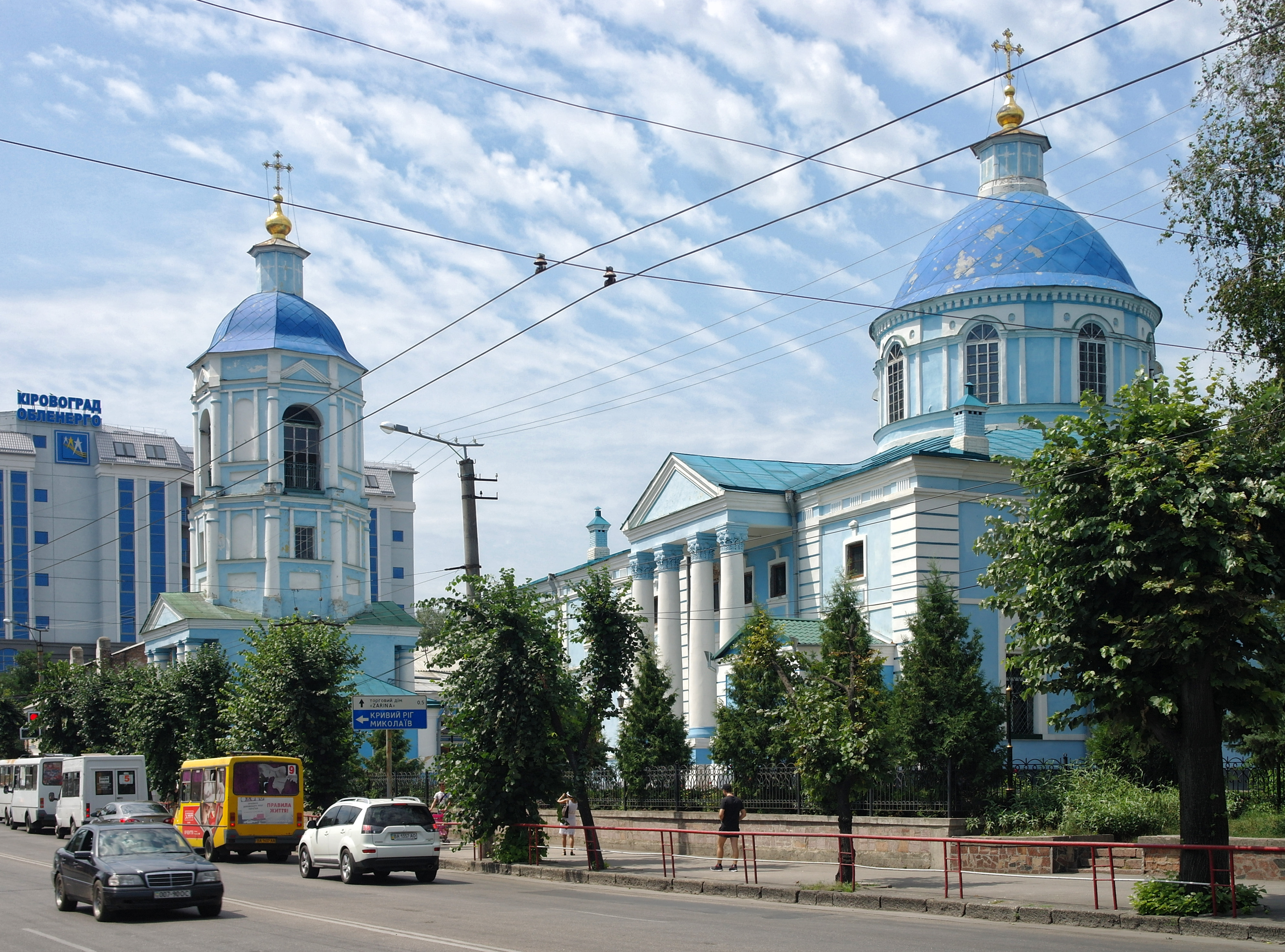
Кафедральный собор Рождества Богородицы
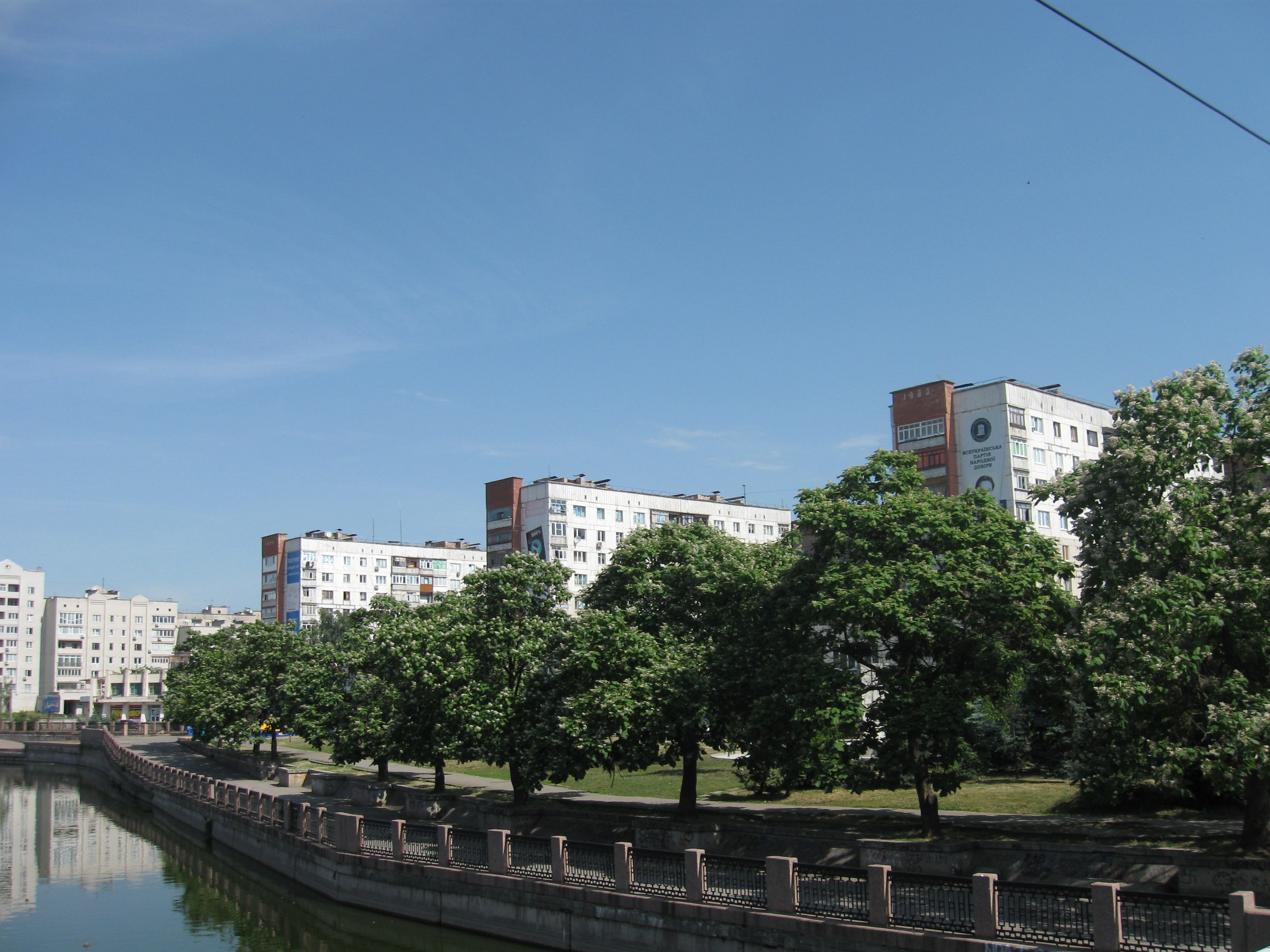
На набережной Ингула (застройка советского времени)
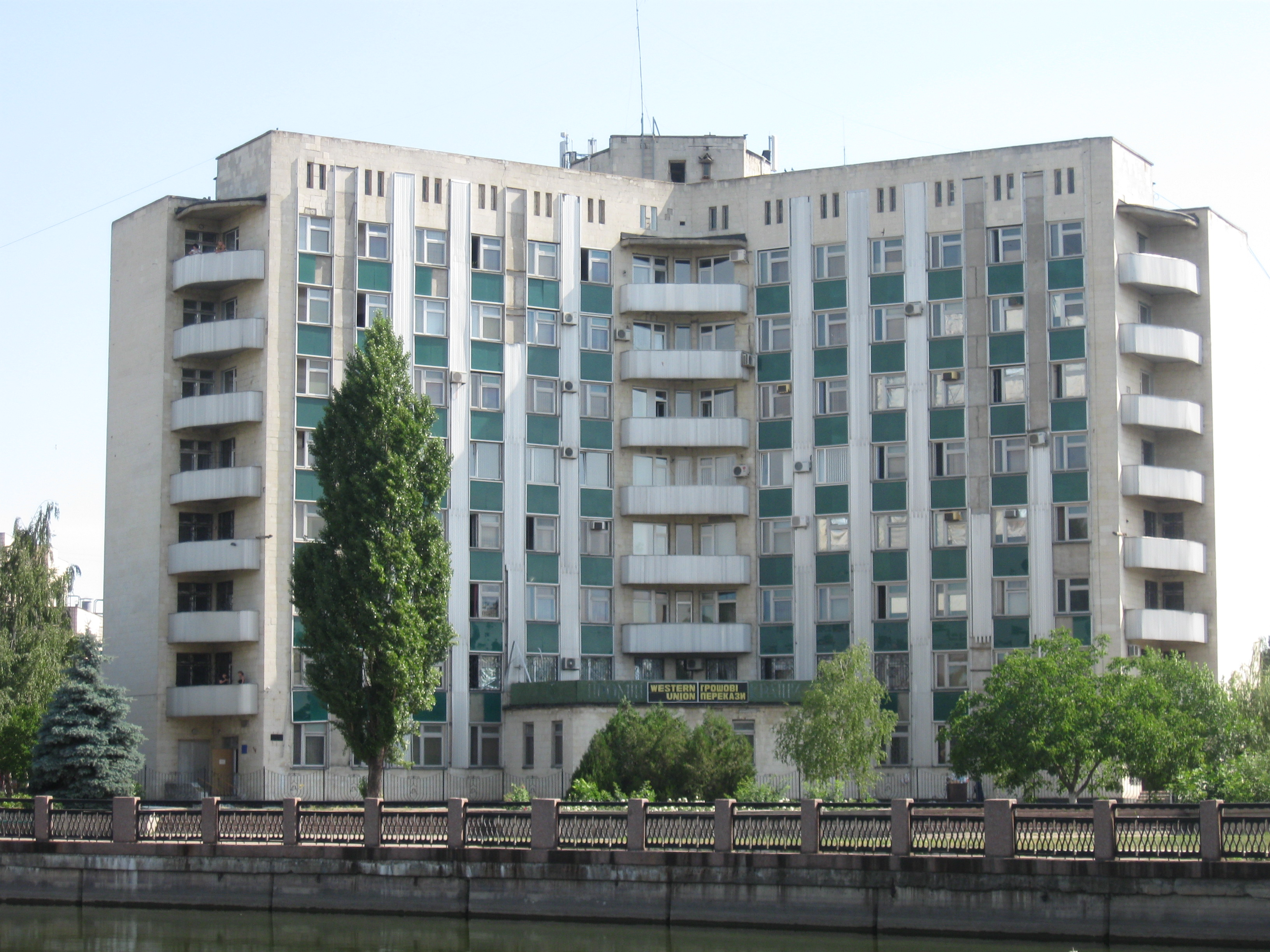
Здание ГНС в Кировоградской области на берегу Ингула (ул. Большая Перспективная, 55)
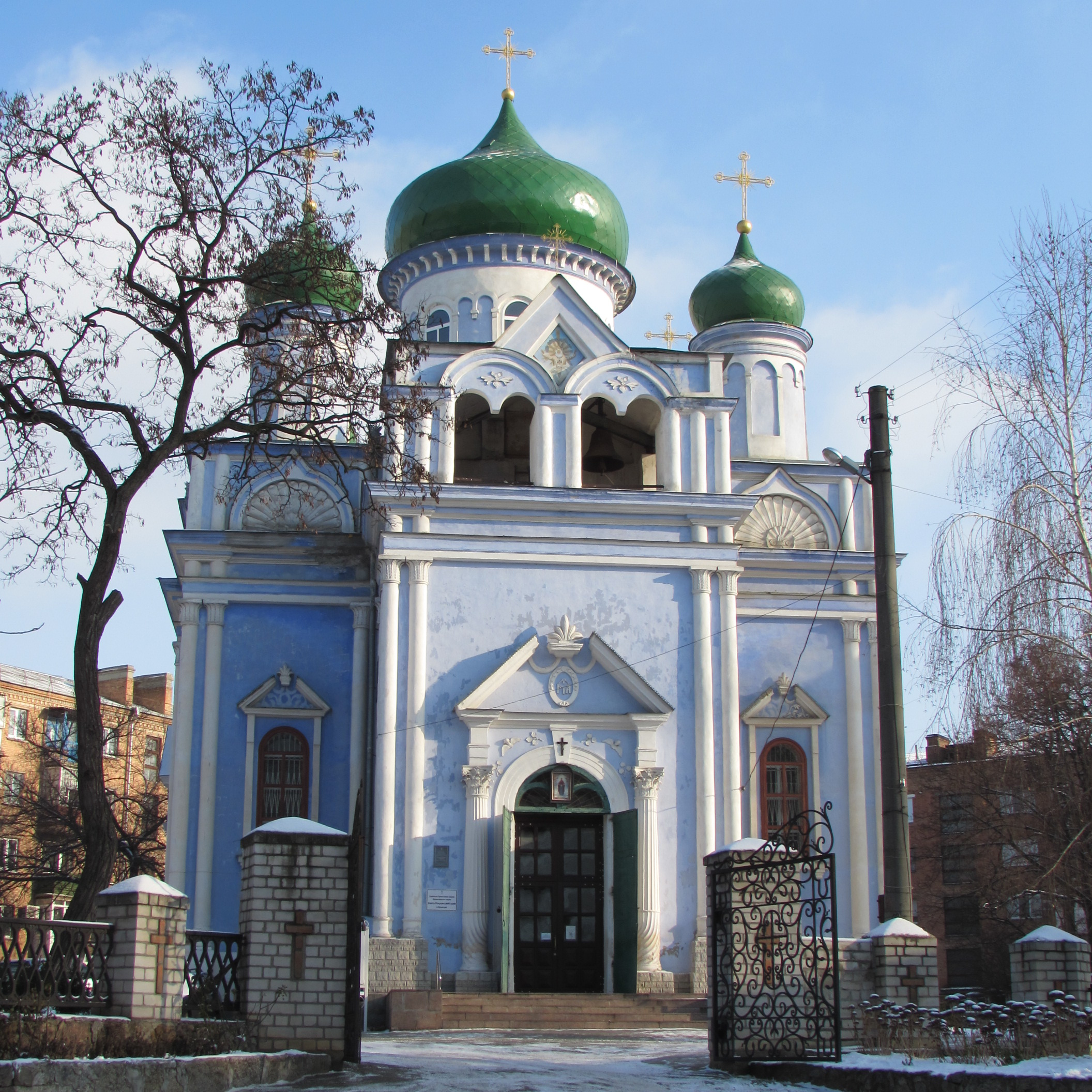
Покровская церковь
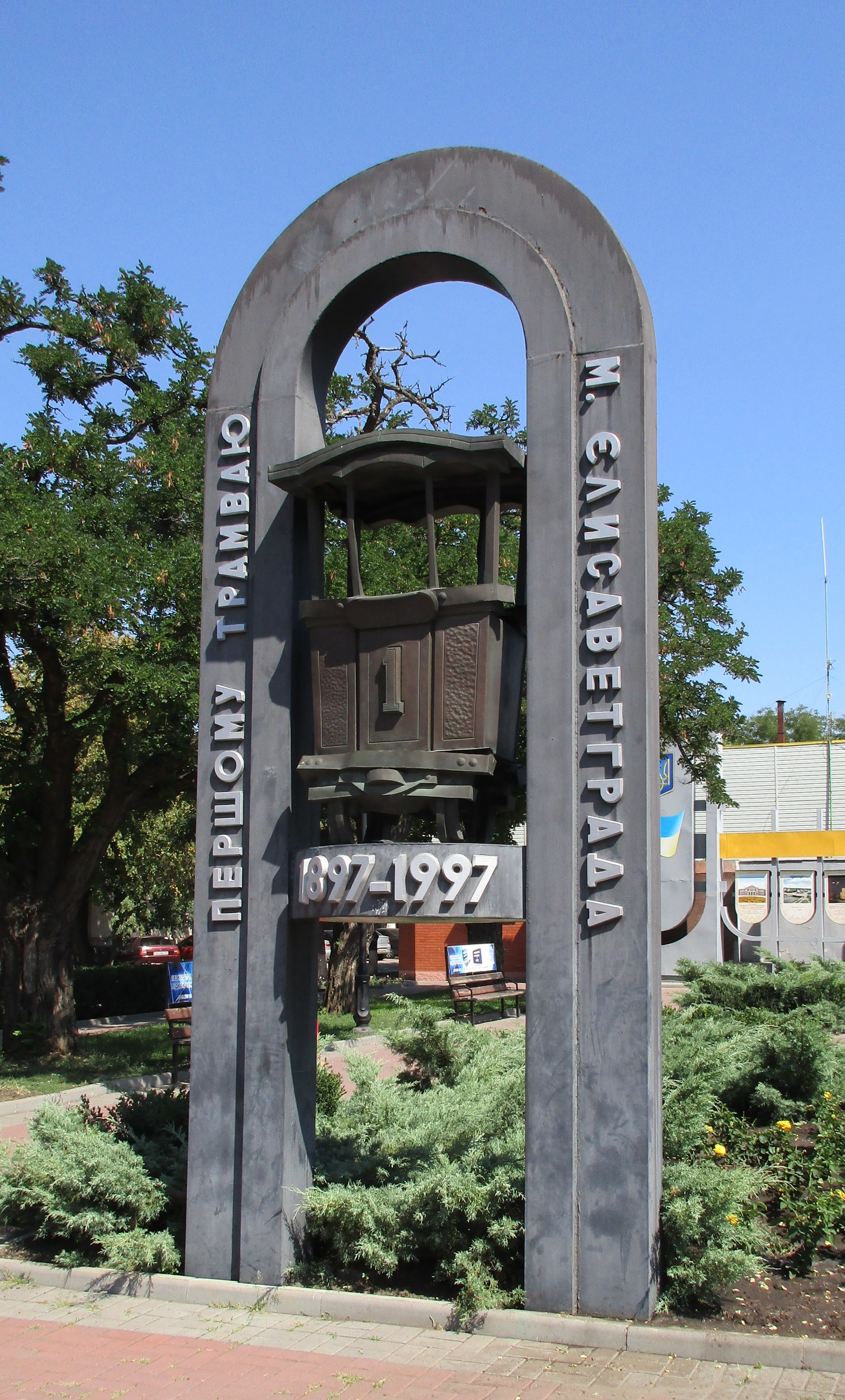
Памятник первому трамваю в Кропивницком
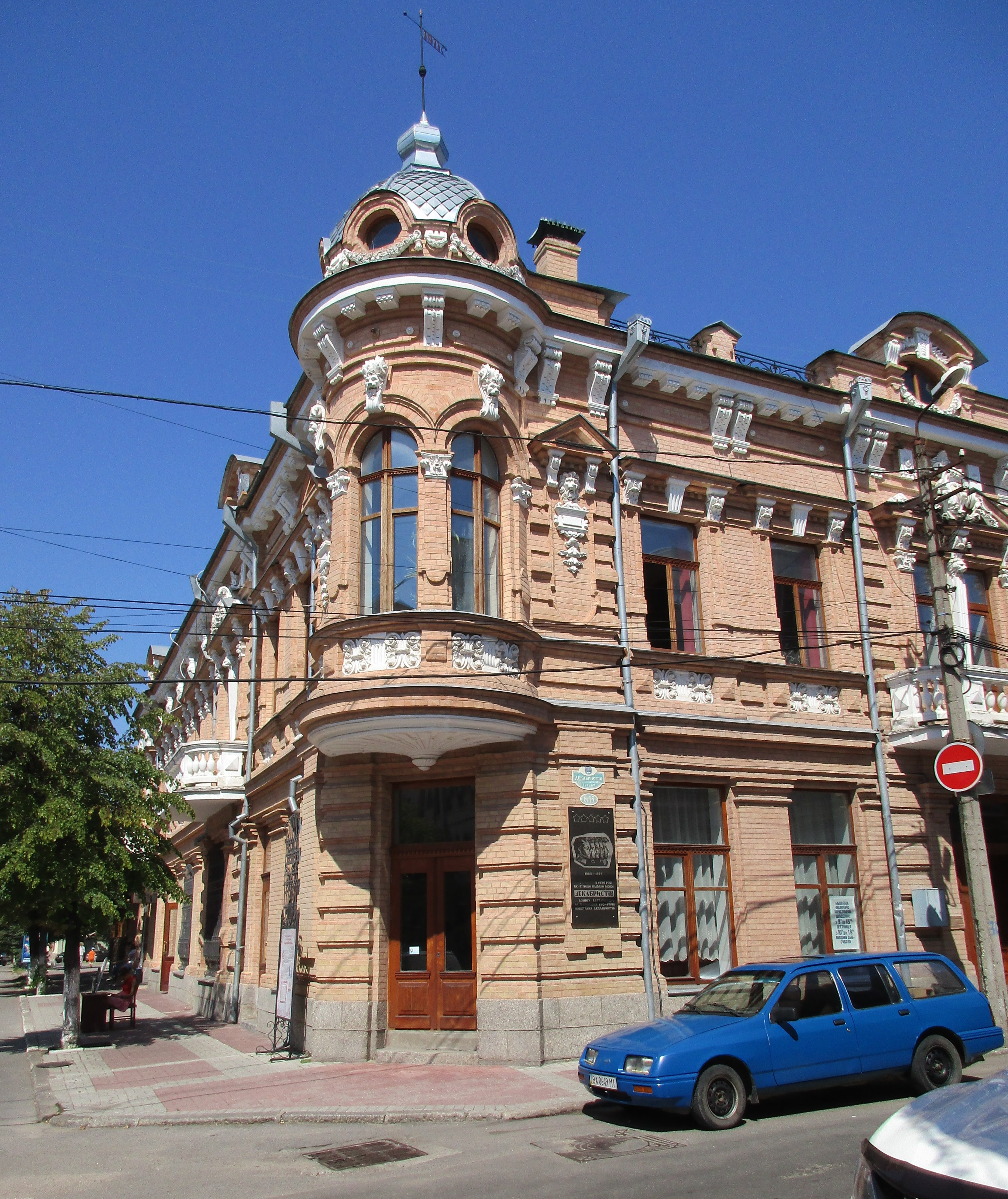
Кропивницкая областная библиотека юношества имени Е. Маланюка
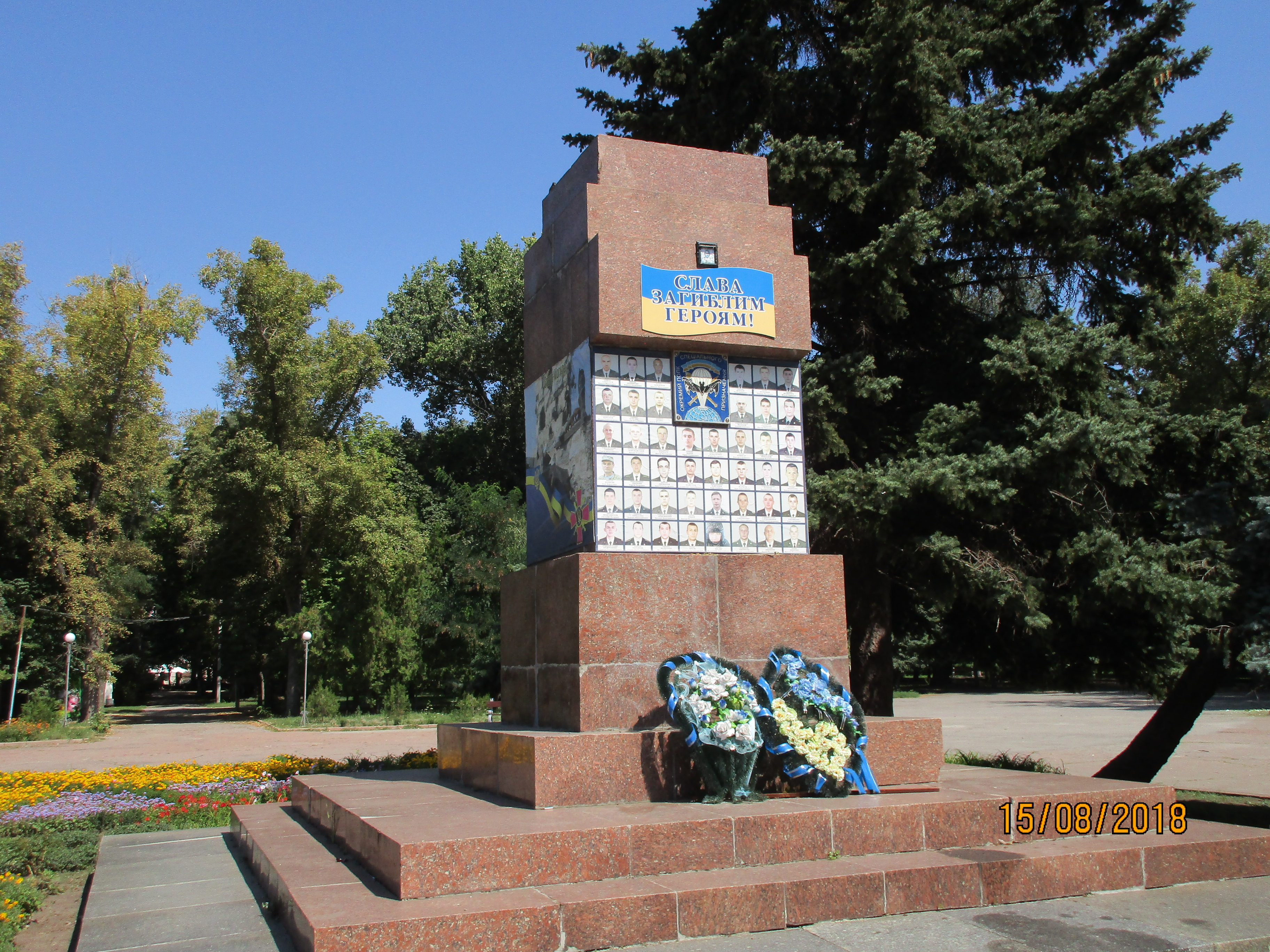
Памятник военнослужащим 3-го полка спецназа, погибшим в зоне АТО в 2014—2018 годах

## Города-побратимы
- Добрич (Болгария)
- Крефельд (Германия)[99]
- Шаосин (Китай)[100]